# Mainz-Gonsenheim

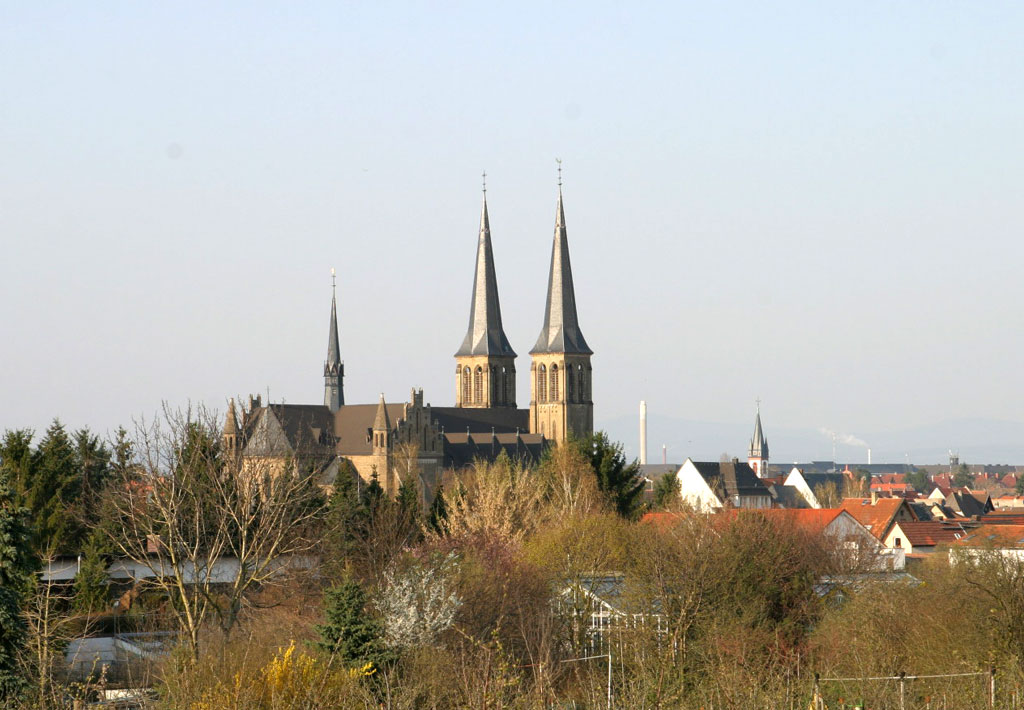
St. Stephan inmitten des alten Ortskerns (vom Draiser Berg aus fotografiert)

Gonsenheim ist ein Ortsbezirk der rheinland-pfälzischen Landeshauptstadt Mainz.
Mit rund 25.200 Einwohnern (Hauptwohnsitz) ist Gonsenheim nach der Neustadt der zweitgrößte Ortsbezirk der Landeshauptstadt, gemessen an der Einwohnerzahl.
Die Geschichte von Gonsenheim reicht bis in die Späte Jungsteinzeit (2800 bis 2400 v. Chr.) zurück. Bedeutung als Siedlungsort gewann Gonsenheim mit der Gründung einer fränkischen Siedlung im 6. Jahrhundert, die sich vor allem aufgrund der für den Ackerbau günstigen Lage schnell weiterentwickelte. 1938 wurde Gonsenheim zwangseingemeindet und damit Teil von Mainz.
Heute ist Gonsenheim trotz seiner mehr als 80-jährigen Zugehörigkeit zu Mainz in Teilen immer noch dörflich geprägt. Es gibt neben dem alten Ortskern rund um St. Stephan und das Renaissance-Rathaus die zu Beginn bis Mitte des letzten Jahrhunderts entstandenen Villen- und Arbeiterviertel, das Hochhausviertel, das rund 6000 Menschen Wohnraum bietet, das Gewerbegebiet „Am Hemel“ und natürlich geprägte Flächen wie das botanisch deutschlandweit bedeutende Naturschutzgebiet „Großer Sand“ und Teile des Lennebergwaldes, des größten zusammenhängenden Waldgebietes in Rheinhessen.

## Nachbarstadtteile und -gemeinden

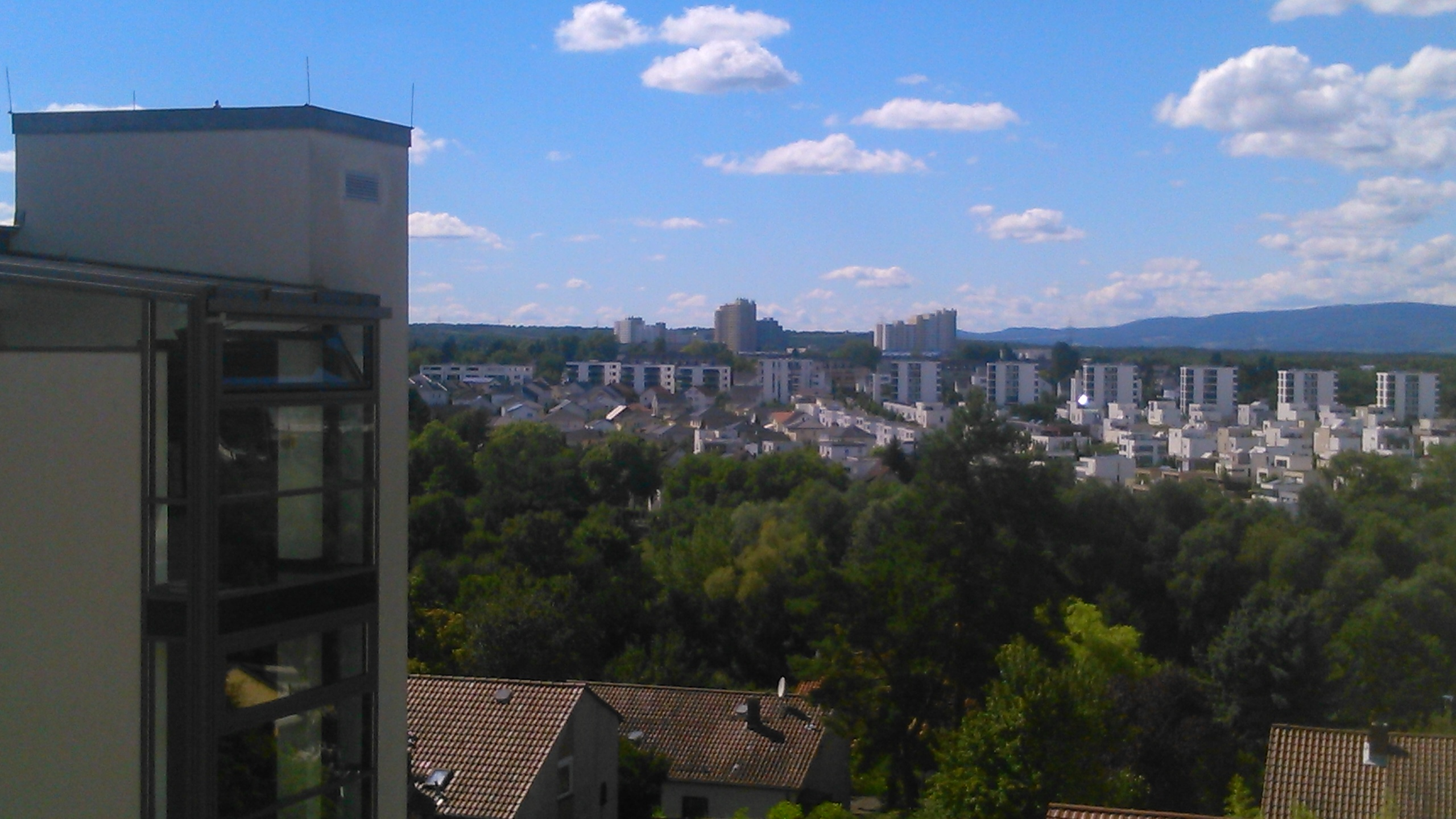
Gonsenheim aus Richtung Hartenberg-Münchfeld, 2017

Gonsenheim liegt im Westen von Mainz. Folgende Gemeinden bzw. Mainzer Stadtteile grenzen im Uhrzeigersinn an Gonsenheim:
im Norden Mainz-Mombach, im Osten Mainz-Hartenberg-Münchfeld, im Süden Mainz-Bretzenheim und Mainz-Drais, im Westen Mainz-Finthen und im Nordwesten Budenheim.

## Geschichte
Mit der ersten urkundlichen Erwähnung von Guntzinheim am 13. November 774 weist Gonsenheim eine über 1200-jährige, gut dokumentierte Ortsgeschichte auf. Aber Spuren menschlicher Tätigkeiten und Ansiedlungen lassen sich bis in die späte Jungsteinzeit zurückverfolgen.

### Frühzeit
Funde von vorzeitlichen Menschen in Gonsenheim lassen sich bis in die Späte Jungsteinzeit (2800 v. Chr. bis 2200 v. Chr.) zurückdatieren. Eine überregionale Bedeutung für die Vorgeschichte Gonsenheims dürfte der Beildepotfund in der Gewann Auf dem Kästrich (heute: „An der Ochsenwiese“) in der Nähe des Gonsenheimer Bahnhofes haben. Hier fand man 1850 in den für Gonsenheim typischen Sanddünen fünf polierte flache Prunkbeile aus Jadeit, die der Späten Jungsteinzeit zugeordnet werden können. Diese Prunkbeile waren damals von hohem materiellem Wert und wurden wahrscheinlich aus den Seealpen importiert. Aus der Zeit der Hügelgräberkultur (1600–1300/1200 v. Chr.) gibt es in Gonsenheim einige Grabfunde aus Hügelgräbern; die hierzu gehörenden Siedlungen konnten bislang noch nicht lokalisiert werden.
Siedlungsspuren von Menschen in Gonsenheim lassen sich erstmals in die Späte Bronzezeit (Urnenfelderzeit, ca. 1200 bis 750 v. Chr.) datieren. Aus dieser Zeit gibt es gesicherte Siedlungsfunde im westlichen Gonsbachtal. Diese Siedlungsspuren datieren in die späte Urnenfelderzeit bzw. sogar schon in die frühe, ab 750 v. Chr. beginnende so genannte Ältere Eisen- oder Hallstattzeit. Mit der Hallstattzeit ist eine deutliche Zunahme der Siedlungen im Mainzer Stadtgebiet verbunden, so auch in Gonsenheim. Es wurden Siedlungsspuren sowohl der älteren wie auch der jüngeren Hallstattzeit gefunden, so beispielsweise am unteren Hang des Gleisbergs oder am Mühlweg.
In der Jüngeren Eisen- bzw. Latènezeit (ca. 450 v. Chr. bis 15 v. Chr.) scheint das Gonsbachtal nach derzeitigem Wissensstand wieder unbesiedelt gewesen zu sein. Es blieb einer keltischen Siedlung der späteren Latènezeit in Mainz-Weisenau vorbehalten, Keimzelle und Namensgeber für das römische Mogontiacum zu werden.

### Römer

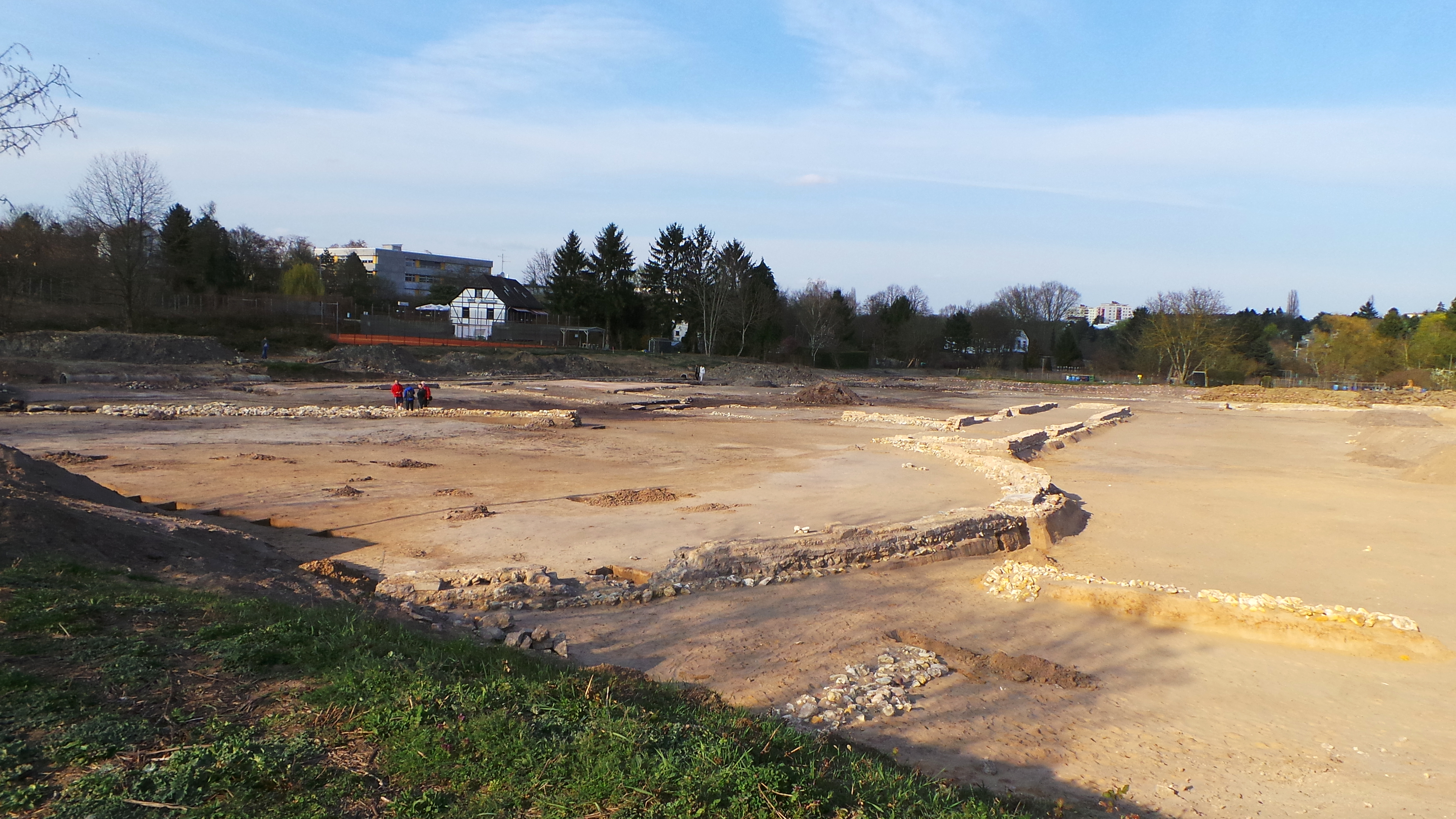
Bauliche Reste eines römischen (Militär-)Gestüts im Gonsbachtal.

Zur Zeit der Zugehörigkeit von Mogontiacum zum römischen Imperium befand sich die Römerstraße Mogontiacum-Bingium (Bingen) in der Nähe von Gonsenheim. Am Gleisberg konnte eine Villa rustica mit zahlreichen Bau- und Kleinfunden wie z. B. Mosaikfußböden, Wandverputz, Reste eines römischen Badegebäudes sowie einer dazugehörenden Wasserleitung nachgewiesen werden. Zahlreiche weitere Kleinfunde wie Münzen, Terrakotten, Glasgefäße in vielen Ortsteilen sowie das Vorhandensein römischer Brandgräber im Bereich des heutigen Gewerbegebietes belegen die Präsenz der Römer in Gonsenheim. Im Tal der Gonsbach wurden 2013/2014 bei Renaturierungsarbeiten umfangreichere bauliche Überreste aus der Zeit um das 4. Jahrhundert gefunden, die von den zuständigen Archäologen als Gestüt identifiziert werden konnten, welches möglicherweise vom in Mogontiacum stationierten Militär betrieben wurde.
Nach dem Zusammenbruch des Limes in der Mitte des 3. Jahrhunderts, spätestens ab dem 4./5. Jahrhundert dürfte die römisch-keltische Landbevölkerung von Gonsenheim in die besser befestigte Stadt Mogontiacum geflohen sein.

### Franken
Trotz der umfangreichen vorfränkischen Geschichte wird die Gründung einer dauerhaft bewohnten Siedlung Gonsenheim in fränkische Zeit datiert. Gründer dürfte wahrscheinlich ein fränkischer Adeliger namens Gunzo gewesen sein, der im Bereich des heutigen Gonsenheim ein größeres Gehöft als Keimzelle für die spätere Siedlung gründete. Ortsgründungen mit der Namensendung -heim sind typisch für Siedlungsgründungen im Zuge der so genannten fränkischen Landnahme, die im späten 5. bis 7. Jahrhundert stattfand. Gonsenheim reiht sich hier in die ebenfalls in diesen Zeitraum datierten Ortsgründungen anderer Mainzer Vororte wie Hechtsheim, Bretzenheim, Ebersheim oder Laubenheim ein.
Bereits am 13. November 774 wurde Gonsenheim erstmals als „Guntzinheim“ in einer Schenkungsurkunde König Karls an das Kloster Fulda erwähnt. In einer weiteren, auf den 30. Mai 775 datierten, Schenkungsurkunde an die Abtei Lorsch (Urkunde Nr. 1090 vom 30. Mai 775) wird der Ort als „Gunsenheim im Wormsgau“ genannt. Beurkundet wurde eine Schenkung eines gewissen Teurath, welcher der Abtei fünf Joch Ackerland und eine Wiese in der Gemarkung Gunsenheim überschrieb. Weitere, teils umfangreiche Schenkungen an verschiedene Klöster (vor allem Lorsch) folgten, vor allem in der karolingischen Zeit, als Gonsenheim ein „Königsgut“ war. Insgesamt wird Gonsenheim im 8. Jahrhundert in fünf Urkunden genannt.

### Mittelalter
Die Mainzer Mauerbauordnung, die im 10./11. Jahrhundert entstand, weist auf die mittelalterliche Verflechtung von Gonsenheim mit Mainz hin. Gonsenheim gehörte im Mittelalter einer Gruppe von 35 privilegierten Dörfern im Umfeld von Mainz an. Diese durften, ohne den üblichen Marktzoll zu entrichten, in der Stadt handeln, und die Bewohner Gonsenheims konnten in Kriegszeiten in das befestigte Mainz flüchten. Im Gegenzug verpflichteten sie sich zum Unterhalt von drei „Stadtzinnen“, was besagte, dass ihnen die Unterhaltung und Verteidigung eines Teils der Mainzer Stadtmauer oblag.
Gonsenheim entwickelte sich im Mittelalter kontinuierlich weiter. Obwohl es viele verschiedene Lehnsgüter vor allem kirchlicher Art in Gonsenheim gab, erlangten die Kurfürsten aus Mainz jedoch nie die Ortsherrschaft. Sie wurden allerdings als Landesherren anerkannt und besaßen damit einige Rechte wie etwa die hohe Gerichtsbarkeit, die Erhebung der Schatzung oder die Verpflichtung der Bürger zum Kriegsdienst. Die Herrschaft über den Ort übte der Dompropst aus, der wiederum Amtmänner (ab 1350 bürgerliche Beamte) bestellte.

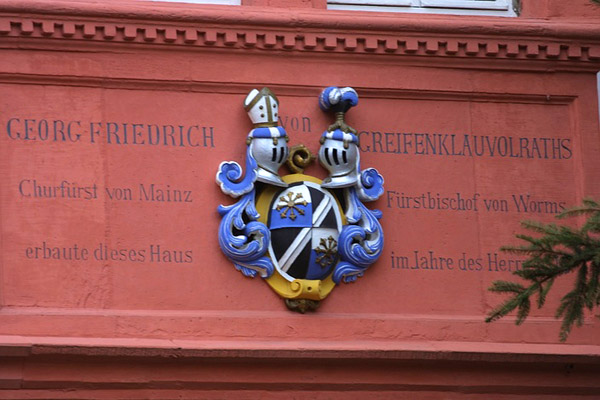
Inschrift am Gonsenheimer Rathaus mit dem Wappen von Georg Friedrich von Greiffenklau Vollrads

1350 wurden erstmals die Gonsbachmühlen erwähnt. Von den acht Mühlen gehörten alleine vier zu Gonsenheim. Für das Jahr 1365 wurden für Gonsenheim circa 160 Einwohner gezählt, eine für damalige Zeiten verhältnismäßig große Einwohnerzahl. 1401 wurde erstmals die Ortskirche „St. Stephanus“ in einem Güterverzeichnis erwähnt. Der Stift St. Peter in Mainz besaß hier in direkter Nachbarschaft Weinberge. Über das Mittelalter bis in die Neuzeit wurde die Kirche St. Stephan immer weiter aus- und teilweise sogar komplett umgebaut, bis sie zu Anfang des 20. Jahrhunderts die heutige Größe erreichte, die ihr den Namen Rheinhessendom eintrug.
Von St. Stephan ausgehend wuchs Gonsenheim im 16. Jahrhundert vor allem längs der „langen Ortsstraße“, der heutigen Mainzer Straße. Im Jahr 1615 wurde durch den Dompropst und späteren Mainzer Kurfürsten Georg Friedrich von Greiffenclau das Gerichts- und Rathaus erbaut. Der prachtvolle und repräsentative Renaissancebau mit Erker, Treppenturm und Rollwerkgiebel wurde zusammen mit der direkt benachbarten Ortskirche St. Stephan zum Zentrum von Alt-Gonsenheim.
Den Dreißigjährigen Krieg überstand der Ort relativ unversehrt. Für das Jahr 1665 werden circa 400 Einwohner angegeben, die im nächsten Jahr ausbrechende Pestepidemie soll aber die Einwohnerzahl fast halbiert haben. Weitere Seuchen führten 1729 zur Einführung der noch heute bestehenden Vierzehn-Nothelfer-Wallfahrt. Zusätzlich wurde eine Vierzehn Nothelfer-Kapelle im Gonsenheimer Wald errichtet, die in der 1894/1895 wiedererbauten Form auch heute noch wichtiger Teil der Gonsenheimer Kirchengeschichte ist.
Im Zuge kurmainzerischer Reformbemühungen in der Bildungs- und Schulpolitik erhielt Gonsenheim 1779 ein Schulhaus als Anbau zum Rathaus. Allgemein gilt das 18. Jahrhundert für Gonsenheim und die Mainzer Vororte als eher friedliche Zeit, während dieser in Gonsenheim vor allem der Gartenbau (Gemüse- und Obstanbau) zu hoher Blüte gelangte und ein wichtiger Versorgungsfaktor für Mainz wurde. Mit der Französischen Revolution und dem Vordringen der französischen Revolutionsarmee unter General Custine 1792 brach allerdings gegen Ende des Jahrhunderts auch für die Gonsenheimer eine neue Zeit an.

### Neuzeit

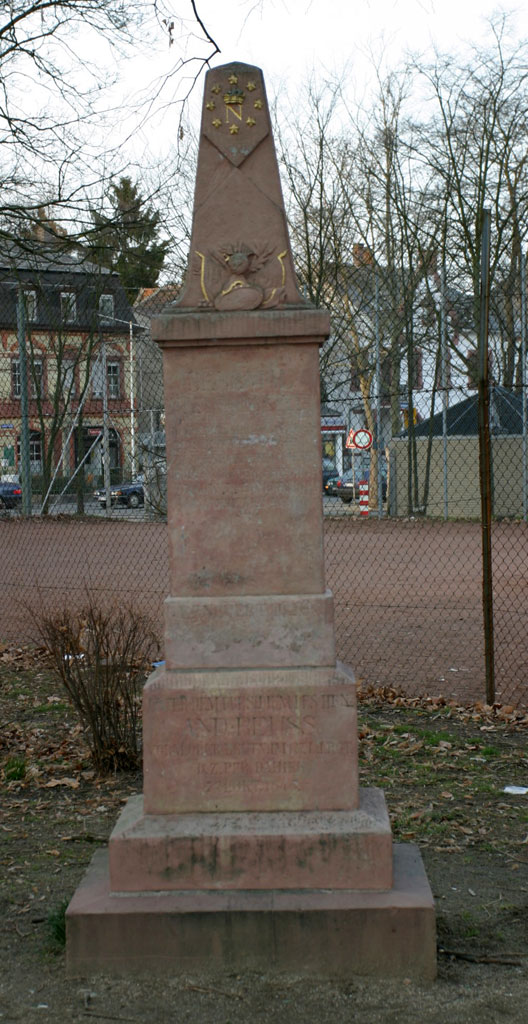
Denkmal des Gonsenheimer Napoleonvereines, sogenannter Napoleonstein

Am 18. und 19. Oktober erreichten die Spitzen der französischen Revolutionsarmee auch die Mainzer Vororte. Zwar wurde auch in Gonsenheim ein „Freiheitsbaum“ errichtet, ansonsten hielten sich die Gonsenheimer aber politisch zurück, ganz im Gegensatz zu den Einwohnern von z. B. Weisenau oder Bretzenheim/Zahlbach. 1795 beherbergte Gonsenheim alleine 7.000 französische Soldaten. Ab 1798 gehörte es bis 1814 zum französisch administrierten Kanton Nieder-Olm, der ab 1800 zu dem neu gegründeten französischen Département du Mont-Tonnerre (Donnersberg) gehörte. Am 30. September 1804 wurde das weitläufige Gelände des Großen Sandes erstmals für ein fünfstündiges Militärmanöver in Anwesenheit von Napoleon benutzt. Weitere Manöver bis in die Gegenwart sollten dort folgen.
Auch Gonsenheimer kämpften für Napoleon in der Grande Armée. Von 40 eingezogenen Gonsenheimern fielen 11 in den Napoleonischen Kriegen. Überlebende Veteranen gründeten zum Andenken an diese Zeit einen Veteranenverein und setzten 1839 mit dem Napoleonstein auf dem Friedhof (heute Pfarrer-Grimm-Anlage) ein Veteranendenkmal.
Im Jahre 1815 zählte Gonsenheim circa 1200, 1843 um die 2200 Einwohner. Der Ort gehörte nun – nach dem Rückzug der Franzosen im Januar 1814 und dem Wiener Kongress 1814/1815 – zur neugebildeten Provinz Rheinhessen im Großherzogtum Hessen-Darmstadt. Die konservative Politik des Großherzogtums stand bald im Gegensatz zu den seit der französischen Zugehörigkeit eher liberal geprägten Rheinhessen. In Gonsenheim führte dies zu einer aktiven Rolle in der Märzrevolution 1848/49. Im Gasthaus „Zum Goldenen Stern“ agierten zwei der bedeutendsten Köpfe der Mainzer Liberalen: Ludwig Bamberger und Franz Heinrich Zitz. Zusammen mit einem Rheinhessischen Freikorps zogen unter ihrer Führung auch Gonsenheimer „Freiheitsmänner“ in den Kampf in die benachbarte (bayerische) Pfalz. Am 14. Juni 1849 unterlag das Korps allerdings im Kirchheimbolandener Schlossgarten den überlegenen preußischen Kräften unter dem späteren Kaiser Wilhelm I.

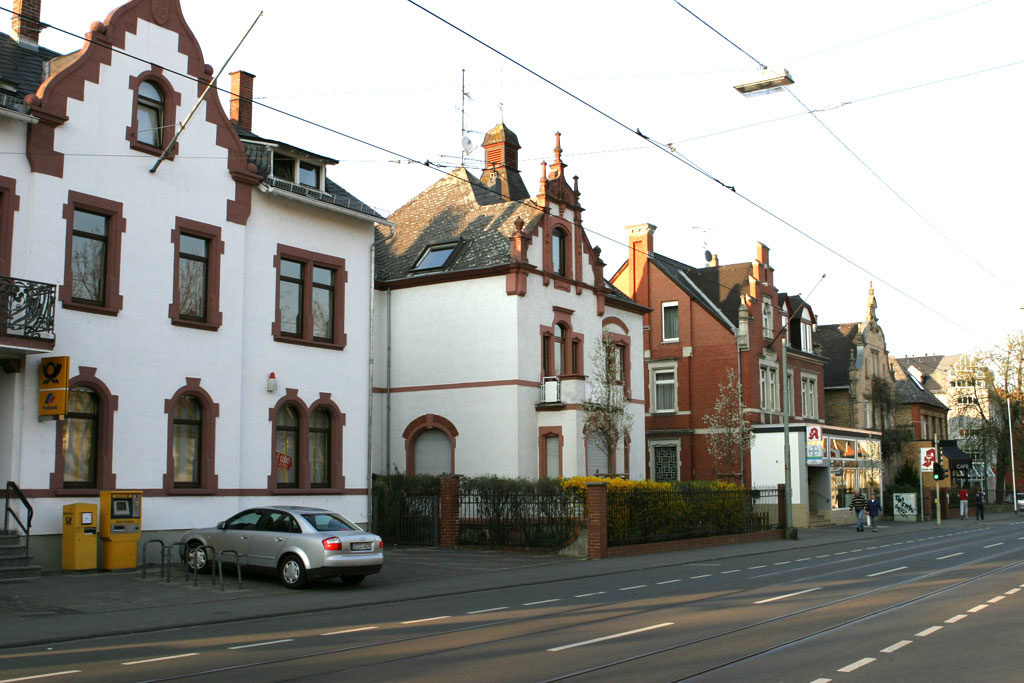
Die „Breite Straße“ in Mainz-Gonsenheim mit ihren typischen Bürgerhäusern vom Ende des 19. und Anfang des 20. Jahrhunderts

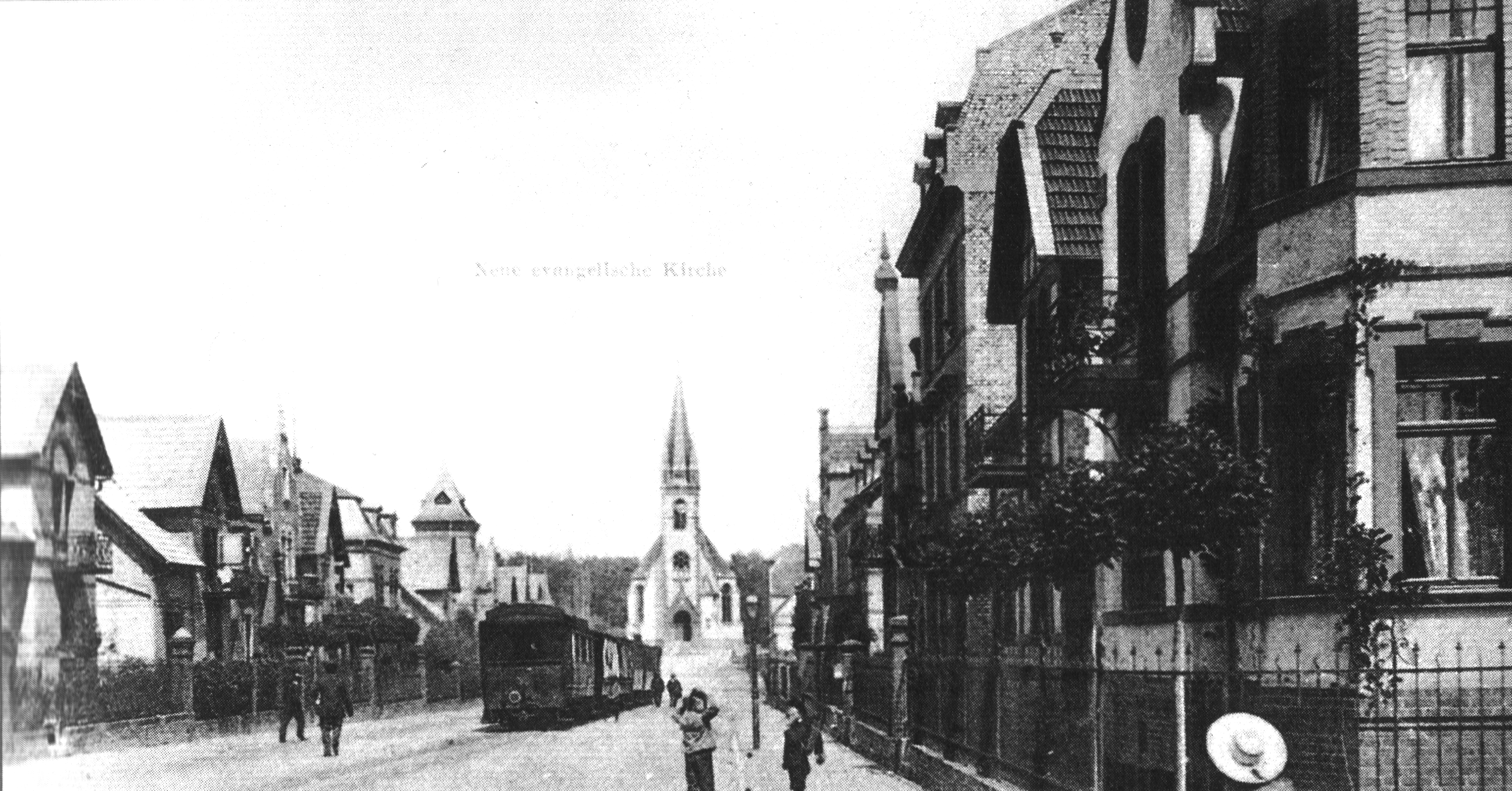
Die Breite Straße 1903 (damals noch „Kaiserstraße“) mit Dampfbahn

Ungeachtet dieser turbulenten Zeiten wuchs Gonsenheim als Ort weiter, wenn auch nicht so stark wie die Arbeitervororte Weisenau und Mombach. Der Entstehung der „Hinteren Grabenstraße“, folgte die der „Finther Straße“, „Palmen“ und der „Unteren Mombacher Straße“. 1866 vernichtete ein Großbrand die alten Glocken von St. Stephan aus dem 16. und 17. Jahrhundert. Gleichzeitig endete eine Cholera-Epidemie, die 10 % der Bevölkerung getötet hatte. 1870/71 zogen wieder Gonsenheimer in den Krieg: Im Deutsch-Französischen Krieg fielen von den 59 Gonsenheimer Soldaten 5 Männer.
Endgültig in die Neuzeit kam Gonsenheim 1871 mit der Eröffnung der Ludwigsbahn (Mainz-Alzey) und der Anbindung an das Eisenbahnnetz, wodurch die Bevölkerungszahl in den folgenden Jahren stark anstieg. 1892 wurde zudem die Dampfbahn von Mainz über Gonsenheim nach Finthen eröffnet. Anfang des 20. Jahrhunderts erhielt Gonsenheim auch Gas- und Wasserleitungen und eine Kanalisation. Gas- und Wasserwerke entstanden, die elektrische Straßenbahn hielt 1907 im Anschluss an die Mombacher Linie Einzug. Elektrischen Strom bekam Gonsenheim 1910. 1909 errichtete der Flugpionier Jacob Goedecker (1882–1957) in Gonsenheim eine Flugzeugfabrik. Flugplatz und Flugzeughalle befanden sich damals am Großen Sand, einem idealen Fliegergelände.
Die Bevölkerung wuchs langsam aber konstant von circa 4.880 Einwohnern 1905 auf circa 6.200 Einwohner im Jahr 1920. Da auch in Gonsenheim wie im Nachbarort Mombach Arbeiter protestantischen Glaubens zuzogen, wurde 1903 am Ende der „Breiten Straße“ eine evangelische Kirche erbaut. Um 1900 zog die erste jüdische Familie nach Gonsenheim. Wie groß die danach entstehende jüdische Gemeinschaft der Gonsenheimer in der Zeit vor dem Zweiten Weltkrieg war, lässt sich nicht mehr genau feststellen. Mindestens 20 Gonsenheimer jüdischen Glaubens sollten später in das KZ Theresienstadt oder in andere Vernichtungslager verschleppt werden, wobei nur eine Frau aus dieser Gruppe überlebte.
1895 avancierte Gonsenheim mit der Stationierung des Nassauischen Feld-Artillerie-Regiments Nr. 27 zum Garnisonsort. Über viele Jahre hinweg gab es im Großen Sand die so genannten Kaisermanöver, das letzte Mal 1913. Kaiser Wilhelm II. nahm diese ab, wenn er in Wiesbaden zur Kur anwesend war. 1931 wurden in Gonsenheim zwei SA-Stürme aufgestellt; bei der Reichstagswahl 1933 bekam Adolf Hitler und seine NSDAP im zu 80 % katholischen Gonsenheim 43 % der abgegebenen Stimmen. 1937 wurde die Kathen-Kaserne fertig gestellt. (→ Rheinlandbesetzung (1936))
Am 1. April 1938 wurde Gonsenheim schließlich aus militärpolitischen Gründen nach Mainz eingemeindet. Die weit über 1000-jährige Geschichte als eigenständiges Dorf im Vorfeld von Mainz ging somit zu Ende, obwohl in Gonsenheim bis in das 21. Jahrhundert einige typisch dörfliche Strukturen erhalten geblieben sind.

### Gonsenheim heute

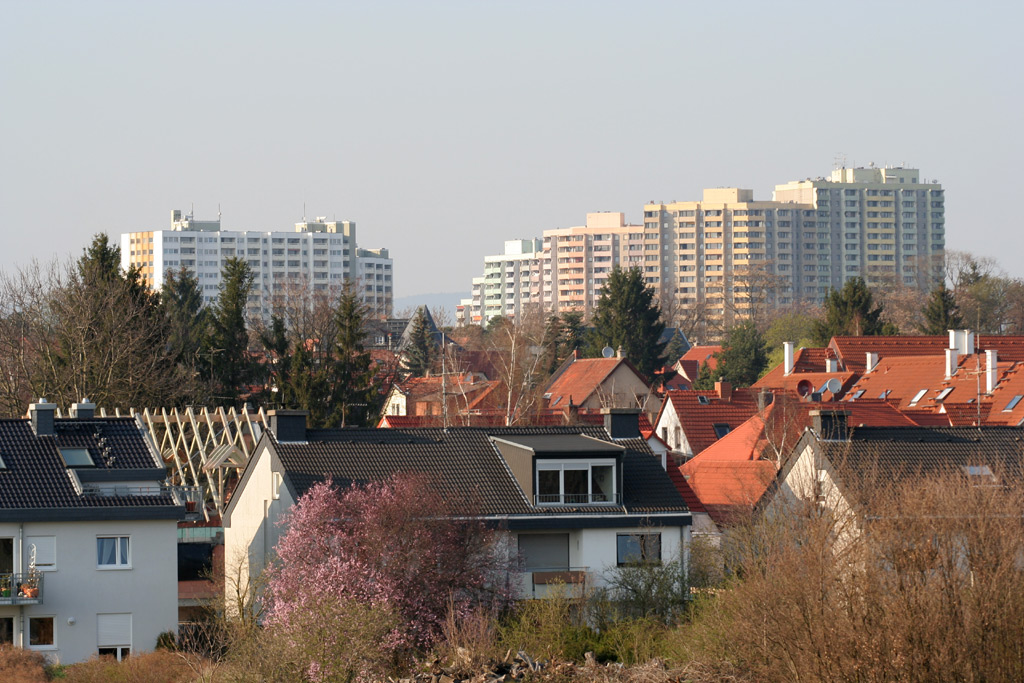
Gonsenheim 2005

Mit der Eingemeindung Gonsenheims nach Mainz endete zwar die Geschichte Gonsenheims als eigenständiger Ort, aber das Leben veränderte sich vorerst nicht allzu sehr. Gonsenheim blieb weiterhin ein bäuerlich geprägter Ort.
Im Zweiten Weltkrieg wurde Gonsenheim im Zuge der Luftangriffe auf Mainz mehrfach bombardiert, die Zahl der zivilen Opfer betrug fast 600 Einwohner. Am 21. März 1945 endete für Gonsenheim die Zeit des Nationalsozialismus, die amerikanischen Streitkräfte marschierten ein. Da Gonsenheim in der unmittelbaren Nachkriegszeit zur französisch besetzten Zone gehörte, hatte der Ort von 1946 bis 1948 eine französische Besatzung in der Mangin-Kaserne. Ab 1949 wurden wieder US-amerikanische Streitkräfte stationiert, die fast 50 Jahre in Gonsenheim bleiben sollten. Diese übernahmen die 1938 gebaute Kathen-Kaserne, die fortan unter dem Namen Lee Barracks firmierte. Amerikanische Soldaten, ihre Familien und ihre Wohnsiedlungen sowie das an der Grenze zu Mombach gelegene „Panzerwerk“ MIP Mainz Industries Panzerwerke sollten für die nächsten Jahrzehnte das Gonsenheimer Ortsbild mitprägen.

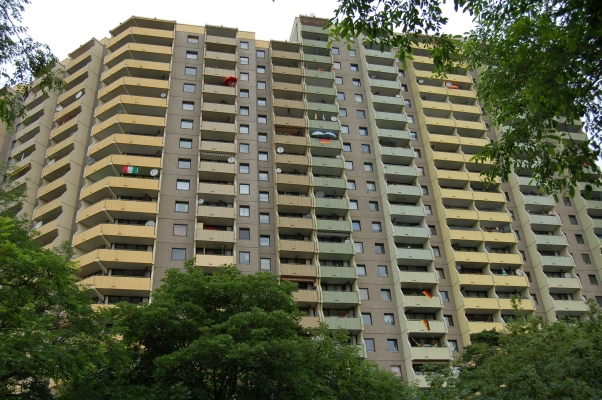
Elsa-Brändström-Straße, Wohnanlage „Diana Am Wildpark“

Im Laufe der Nachkriegszeit ging die über Jahrhunderte dominierende Landwirtschaft in Gonsenheim immer mehr zurück. Dafür entstand mit dem Gewerbegebiet „Am Hemel“ ein neuer Gonsenheimer Ortsteil, an dem sich mehr und mehr Vertreter von Dienstleistung, Handwerk und Industrie ansiedelten. In einer Gaststätte in Gonsenheim wurde am 20. November 1948 ein Vorläufer der heutigen Lotto Rheinland-Pfalz GmbH gegründet.
Ende der 1960er Jahre wurde im Rahmen des Autobahnausbaues rund um Mainz (A 60, der so genannte Mainzer Ring) die A 643 quer durch das Naturschutzgebiet Großer Sand gebaut. Sie stellte den Autobahnanschluss in Richtung Rhein nach Wiesbaden her. 1972/73 wurde zunehmend Mainzer Wohnraum in die Außenbezirke verlegt, so auch nach Gonsenheim. Es entstanden die Hochhäuser in der Elsa-Brändström-Straße, die Wohnraum für 6000 Menschen aufweisen. Aus verwaltungstechnischen Gründen trat Gonsenheim 1989 die Bezirke Hartenberg und Münchfeld ab, die (zusammen mit Teilen des ehemaligen Bezirks Innenstadt) zu einem eigenen Mainzer Stadtteil Hartenberg-Münchfeld wurden.
Nach dem Abzug der amerikanischen Streitkräfte in den 1990er Jahren wurden größere Flächen, vor allem im Bereich der ehemaligen amerikanischen Kasernenanlage Lee Barracks frei. Ein Gonsenheimer Bauprojekt dort, der Wohnpark „Am Gonsenheimer Sand“, sorgte für Wohnraum für weitere 4000 Menschen. Das größte Bauprojekt der 2010er Jahre in Gonsenheim war die Erschließung des Geländes der ehemaligen Panzerwerke an der Ortsgrenze zu Mombach. Hier entstand auf der ca. 24 ha großen Konversionsfläche östlich des Stadtteiles mit den „Gonsbachterrassen“ ein weiterer Wohnpark.

## Ortsverwaltung

### Rathaus
Die Ortsverwaltung Gonsenheim ist im Gonsenheimer Rathaus, einem Renaissancebau aus dem Jahr 1615, untergebracht.

### Ortsvorsteher und Ortsbeirat
Seit den Wahlen zum Ortsbeirat 2024 sind folgende Parteien im Ortsbeirat vertreten:
- CDU (4 Sitze)
- Grüne (4 Sitze)
- SPD (3 Sitze)
- AfD (1 Sitz)
- FDP (1 Sitz)

Ortsvorsteher von Gonsenheim ist seit 2024 Josef Aron (Grüne). Bei der Stichwahl am 23. Juni 2024 konnte er sich mit einem Stimmenanteil von 53,7 % gegen die seit 2004 amtierende Sabine Flegel (CDU) durchsetzen, nachdem beim ersten Wahlgang am 9. Juni keiner der ursprünglich fünf Bewerber eine ausreichende Mehrheit erreichte. Er wurde im Rahmen der konstituierenden Ortsbeiratssitzung im August 2024 ins Amt eingeführt.

### Kommunale Einrichtungen
- Gonso – Kinder-, Jugend- und Kulturzentrum[12]
- Stadtteilbücherei Mainz-Gonsenheim
- Stadtteiltreff Elsa-Brändström-Straße (Trägerschaft über eine private Stiftung)

## Wirtschaft und Infrastruktur

### Verkehr

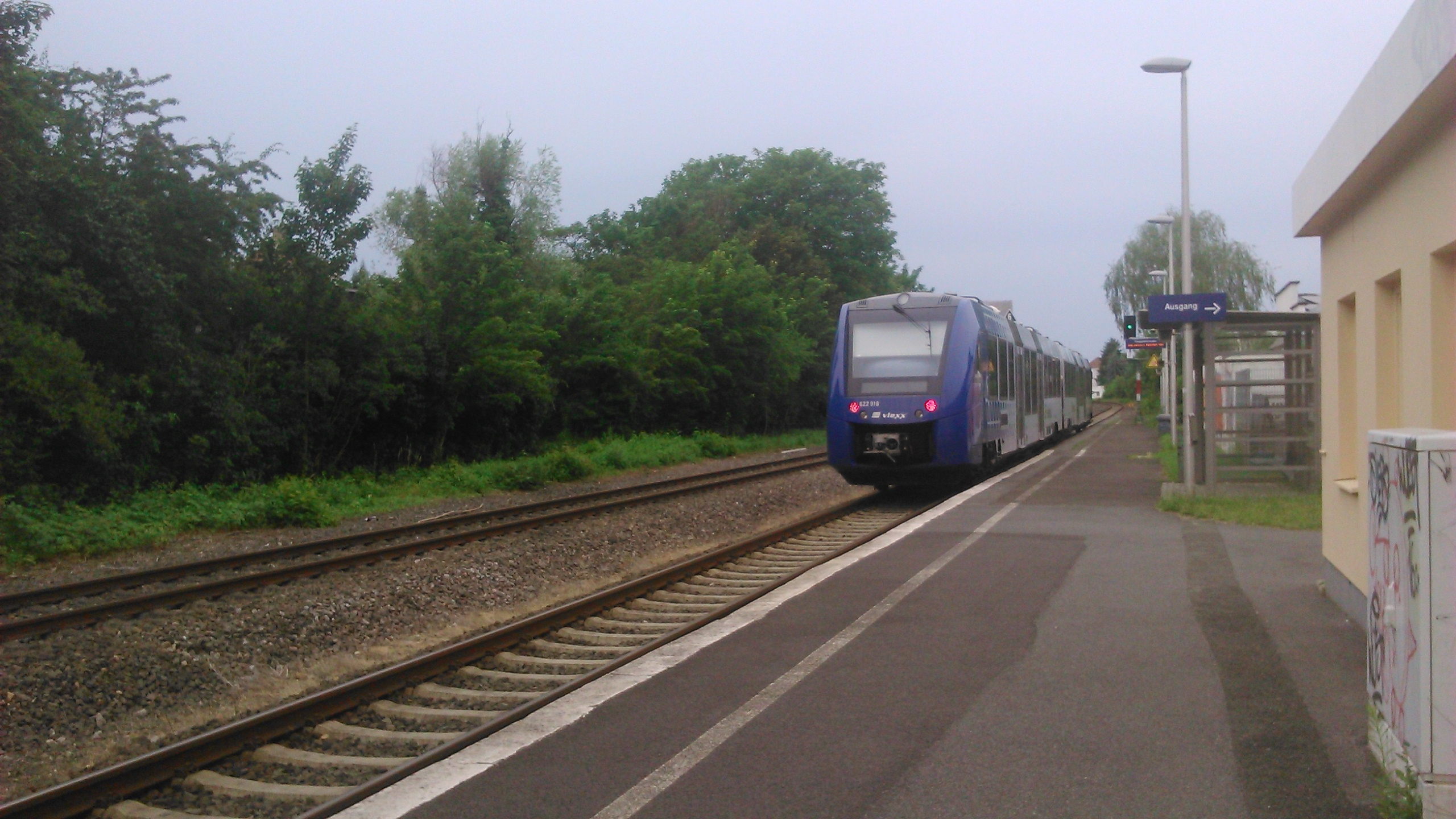
Der Haltepunkt in Gonsenheim

Der Bahnhof (49° 59′ 52,1″ N, 8° 12′ 52,1″ O) befindet sich südlich des Ortes an der 1871 eröffneten Bahnstrecke Alzey–Mainz und bietet per Regionalbahn Verbindungen in die beiden Städte und in Hauptverkehrszeiten Direktverbindungen nach Frankfurt am Main. Durch mehrere Bus- und Straßenbahnlinien der Mainzer Mobilität ist Gonsenheim auch gut an das übrige Stadtgebiet sowie nach Wiesbaden angebunden (Details siehe Infobox). Das Mainzer Stadtzentrum ist je nach Linie in ca. 15 bis 25 Minuten erreichbar. Mit dem Fahrplanwechsel im Dezember 2019 wurde über die neue Linie 74, die nicht durch die Innenstadt führt, erstmals eine Direktanbindung in die Mainzer Stadtteile Bretzenheim, Hechtsheim und Mombach hergestellt. Seit dem 1. April 2022 besteht mit der Linie 79 zudem eine Direktverbindung über Heidesheim in die Stadtmitte von Ingelheim am Rhein.
Gonsenheim befindet sich im Tarifgebiet des Rhein-Nahe-Nahverkehrsverbundes und vom Rhein-Main-Verkehrsverbund.

### Ansässige Unternehmen
Im Gewerbegebiet Kisselberg, an der Grenze zu Hartenberg-Münchfeld gelegen, haben unter anderem die Berufsgenossenschaft Holz und Metall, der Kreditversicherer Coface Deutschland und die Aareon AG ihren Sitz. Im nahegelegenen Gewerbegebiet Am Hemel sind mehrere Handwerksbetriebe ansässig. Auf dem Gelände einer Autowerkstatt wurde 2019 in Bahnhofsnähe der Gonsberg Campus errichtet.

## Wappen und Namensentwicklung

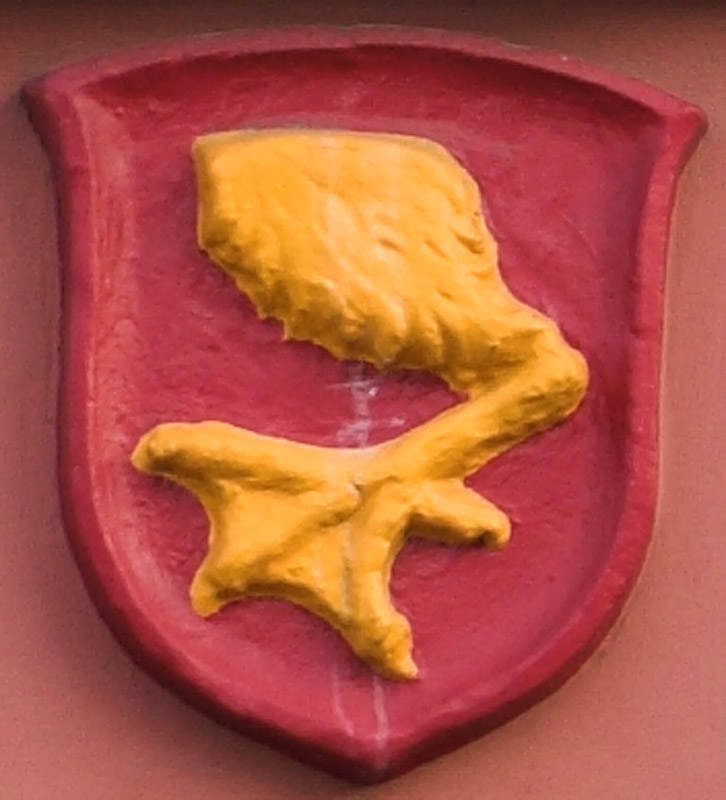
Ortswappen an der Hauswand des 400 Jahre alten Gänsehofes

Das Wappen von Gonsenheim zeigt im Wappenschild auf rotem Untergrund einen goldenen Gänsefuß. Bei älteren Ortswappenabbildungen ist manchmal noch St. Stephan als Wappenhalter zu sehen. Es handelt sich hier um ein so genanntes „redendes Wappen“, dessen Motiv Bezug auf die spätmittelalterlich-neuzeitliche Namensform (hier: Gans, Gänse) nimmt. Mit der historischen Namensentstehung „Heim des Gunzo“ (siehe Geschichte: Frankenzeit) hat das Wappenmotiv demnach nichts zu tun. Gleiches gilt im Übrigen auch für die anderen fränkischen Ortsgründungen Bretzenheim, Hechtsheim, Laubenheim.
Die Namensentwicklung des Ortsnamens Gonsenheim:
- Guntzinheim (774)
- Gunsenheim (775)
- Gunt(z)inheim (779)
- Gunsanheim (788)
- Gunsenum (1200)
- Gonsenheim (ab dem 17. Jh.)

## Entwicklung der Einwohnerzahl
| Jahr | Einwohner |
| ---- | --------- |
| 1365 | ca. 160   |
| 1665 | ca. 400   |
| 1800 | ca. 1.100 |
| 1808 | ca. 1.200 |
| 1816 | ca. 1.450 |
| 1843 | ca. 2.200 |
| 1861 | ca. 2.600 |
| 1905 | ca. 4.880 |
| 1920 | ca. 6.200 |

| Jahr              | Einwohner  |
| ----------------- | ---------- |
| 1949              | ca. 12.780 |
| 1985              | ca. 24.000 |
| 1994              | ca. 18.800 |
| 2004              | 20.296     |
| 31. Dezember 2007 | 20.561     |
| 31. Dezember 2012 | 22.386     |
| 30. Juni 2015     | 24.013     |
| 31. Dezember 2020 | 24.788     |
| 31. Dezember 2021 | 24.745     |
| 31. Dezember 2023 | 25.377     |

## Schulen und Weiterbildung
- Maler-Becker-Schule (Grundschule)

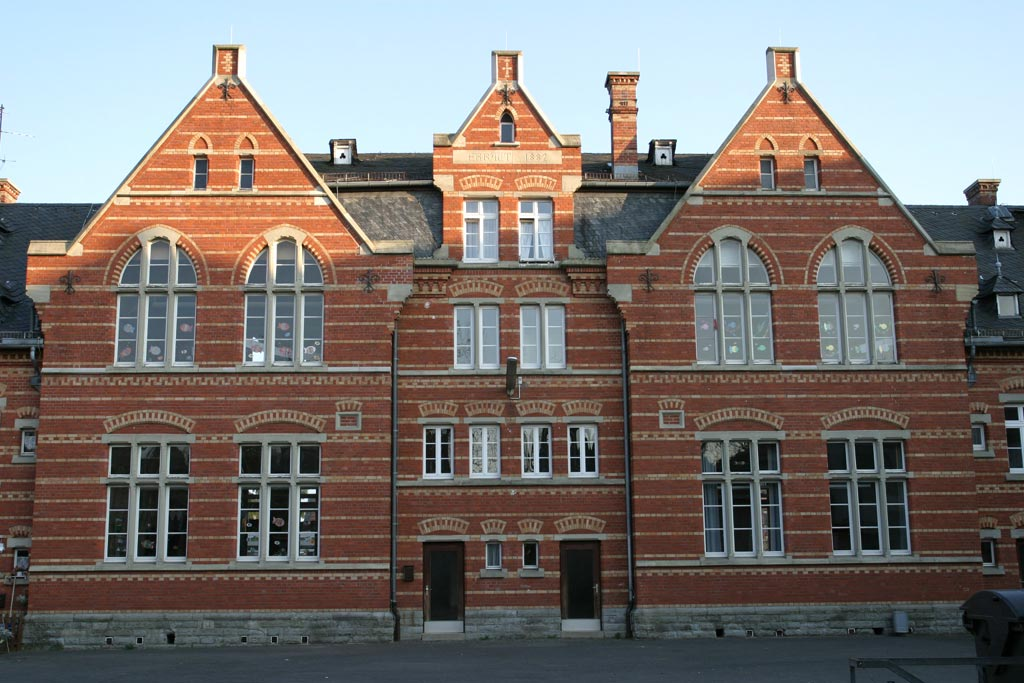
Maler-Becker-Schule

- Martinusschule (Grundschule in Trägerschaft des Bistums Mainz)
- Grundschule „Am Gleisberg“
- Kanonikus-Kir-Realschule (Realschule)
- Otto-Schott-Gymnasium mit der Schule für Hochbegabtenförderung/Internationale Schule (AbiBac)
- Volkshochschule Mainz mit ihrer Außenstelle Gonsenheim.

Am Standort „Bruchspitze“ befand sich bis 2010 der Fachbereich III der Fachhochschule Mainz.

## Vereine und Gruppierungen
Neben teilweise über 150 Jahre alten Vereinen, die alte, dörflich geprägte Traditionen repräsentieren, gibt es in Gonsenheim auch zahlreiche Neugründungen in allen Bereichen des Vereinslebens, so auch Fastnachtsvereine, die in der Mainzer Fastnachtshochburg Gonsenheim ebenfalls eine lange Tradition haben.
Die Koordination dieser vielfältigen Vereinslandschaft übernimmt der Vereinsring Gonsenheim, der u. a. auch für das gemeinsam gestaltete Sommerfest in der Pfarrer-Grimm-Anlage zuständig ist und am 1. Adventswochenende den Gonsenheimer Adventsmarkt organisiert. Bekannte Vereine in Gonsenheim sind z. B. die Sportvereine Turngemeinde 1861 Mainz-Gonsenheim (deren Volleyballmannschaft in der zweiten Bundesliga spielt), der TSV Schott Mainz und der SV Gonsenheim sowie der Baseballverein Mainz Athletics, der in der ersten Bundesliga spielt und 2007 und 2016 Deutscher Baseballmeister wurde.
Die zwei katholischen Gemeinden St. Stephan und St. Petrus Canisius verfügen über eigene Chöre; daneben existieren in Gonsenheim mehrere Musikvereine, der älteste von ihnen ist der 1845 gegründete Gesangsverein MGV Cäcilia Gonsenheim mit vier Chören.
Der Heimat- und Geschichtsverein Gonsenheim bietet ein umfangreiches Aktionsprogramm (Exkursionen, Vorträge) an und betreibt seit mehreren Jahren ein Heimatmuseum unweit des alten Ortskerns in der Budenheimer Straße.
Es existieren vier ansässige Studentenverbindungen. Der Mainzer Wingolf (Wingolfsbund), die Landsmannschaft Hercynia Mainz, die Landsmannschaft im CC Merovingia Gießen zu Mainz, und die Leipziger Universitäts-Sängerschaft zu St. Pauli in Mainz.
Zu den Fastnachtsvereinen siehe den Abschnitt Gonsenheimer Fastnacht.

## Gastronomie
Von den alten Gonsenheimer Dorfgaststätten gibt es heute nur noch die Gaststätte Zum Bürgerhof in Nachbarschaft der Turnhalle, die bereits Ende des 19. Jahrhunderts bestand. Gonsenheim bietet heute einen breiten gastronomischen Querschnitt an. Neben gutbürgerlicher Küche findet man Restaurants, Gaststätten, Weinstuben und Imbiss-Stuben mit indischer, griechischer, italienischer, türkischer, asiatischer und mediterraner Küche.

## Feste und allgemeine Veranstaltungen
In dem seit alters her katholisch geprägten Gonsenheim wird nach wie vor das traditionelle Kirchweihfest gefeiert, wie dies in dörflichen Gegenden Brauch ist. Dazu kommt die „Kerb“, die früher von dem jeweiligen „Kerbejahrgang“ vorbereitet wurde, und die von einem Jahrmarkt auf dem Juxplatz begleitet wird.
Das Parkfest, welches 2003 zum ersten Mal stattfand, hat das frühere Rathaus- und Höfefest in der Mainzer Straße abgelöst und wird inzwischen jährlich im Wechsel von der Kleppergarde bzw. von Gonsenheimer Vereinen organisiert. Das Parkfest, bei dem sich die meisten Vereine und Gruppierungen Gonsenheims beteiligen, findet in der Pfarrer-Grimm-Anlage sowie in der benachbarten Kirchstraße statt. Ebenfalls zur Tradition geworden ist der Adventsmarkt am ersten Adventswochenende, getragen von Gonsenheimer Vereinen, Gruppierungen, Schulen und Kindergärten an gleicher Stelle. Zu diesen „offiziellen“ Veranstaltungen kommen noch die Straßenfeste verschiedenster Gonsenheimer Straße und deren Anwohner, so beispielsweise in der Engelstraße oder der Elsa-Brändström-Straße mit ihren Hochhausquartieren.

### Übersicht
- Fastnachtsumzug und närrischer Rekrutenumzug (Fastnacht-Samstag)
- Reitturnier des Gonsenheimer Reit- und Fahrvereins (Karsamstag bis Ostermontag)
- Pfarrfest St. Petrus Canisius auf dem Gleisberg (Wochenende nach Pfingsten)
- Frühlingsfest auf dem Juxplatz (zweites Wochenende im Mai)
- Erdbeerfest[20] (Mai)
- Parkfest in der Pfarrer-Grimm-Anlage (im Juli/August)
- Kerb auf dem Juxplatz (August)
- Sommerfest St. Stephan auf dem Pfarrheimgelände (erstes Septemberwochenende)
- Adventsmarkt in der Pfarrer-Grimm-Anlage (erstes Adventswochenende)

## Gonsenheimer Fastnacht

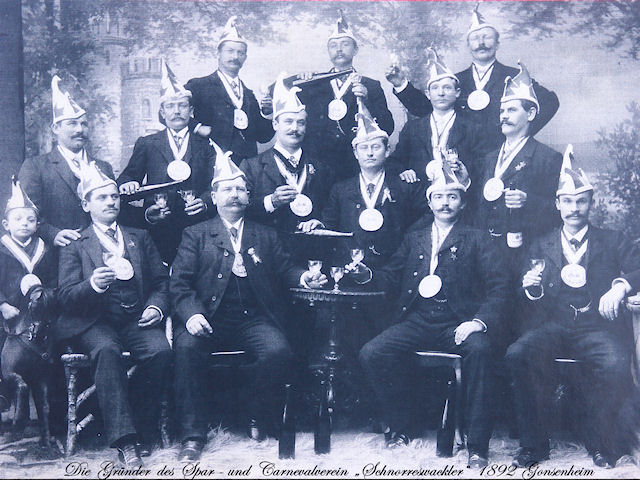
Die Gründer des Spar- und Carnevalsvereins Die Schnorreswackler 1892 Gonsenheim (heute Gonsenheimer Carneval Verein)

Gonsenheim gilt als „Fastnachtshochburg in der Fastnachtshochburg“ Mainz. Es kann zwar keinen so umfangreichen Fastnachtszug wie der benachbarte Stadtteil Finthen aufweisen, aber mehrere Vereine und Garden. Diese halten zahlreiche Sitzungen ab und entsenden ihre Aktiven zu anderen Sitzungen und Umzügen; wie in vielen Orten wird das Rathaus erstürmt, und die Gonsenheimer Vereine veranstalten einen Rekrutenumzug.
Gonsenheimer Fastnachtvereine haben eine große Tradition. Der älteste Verein ist der C.V. Kleppergarde 1877 e. V. Gonsenheim. (Anders als bei der ähnlich uniformierten Mainzer Kleppergarde geht der Name nicht auf Klappern, sondern auf Pferde zurück.) Ursprünglich von Gonsenheimer Landwirten und Fuhrleuten als Sparverein Kleppergarde gegründet, nannte sich der Verein 1952 zum 75-jährigen Vereinsjubiläum um. Der zweitälteste und größte Fastnachtsverein vor Ort ist der Gonsenheimer Carneval Verein „Schnorreswackler“ 1892 e. V. (GCV). Der ursprüngliche Gründungsname lautete auch hier „Spar- und Carnevalsverein Schnorreswackler“. Die Gründungsväter im Jahre 1892 hatten allesamt in wilhelminischer Tradition bedeutende Schnurrbärte (im Mainzer Dialekt: Schnorres), welche laut zeitgenössischen Aussagen im Eifer des Gefechtes in der Kampagne durchaus heftig in Bewegung geraten konnten. Der GCV ist der Verein, welcher mit drei weiteren Vereinen die Fernsehsitzung „Mainz bleibt Mainz“ trägt. 1946 entstand aus Mitgliedern der Gonsenheimer Turngesellschaft (TGS 1899) heraus die Gruppe der Gonsbachlerchen rund um Josef (Joe) Ludwig und Herbert Bonewitz. Die Gonsbachlerchen waren beim Mainzer Carneval-Verein (MCV) lange Zeit ein Programmpunkt.
Ab 1953 auch im Fastnachtsgeschehen des Gonsenheimer Carneval-Verein „Schnorreswackler“ (GCV) aktiv, wurden die Gonsbachlerchen auch bundesweit bekannt.
Da der GCV keine eigene Garde hat, kooperiert der Verein mit der 1953 gegründeten Füsilier-Garde Gonsenheim im Rahmen der „Närrischen Achse“. Die über 700 Mitglieder umfassende Garde (die größte eigenständige Garde in Mainz) weist alles auf, was zur Mainzer Saal- und Straßenfassenacht aufgeboten werden kann: Offiziers- und Amazonencorps, ein moderner Musikzug, großes Reitercorps, Fahnen- und Majorettencorps, Kadettencorps, eine Ehrenlegion sowie Gardeballett, Showdance und Kinderballett.
Gardeuniform und Regimentsfahne lehnen sich vage an das historische Vorbild, das ehemalige Hessen-Kasseler-Füsilier-Regiment Nr. 80 an, das im Pfälzischen Erbfolgekrieg 1689 in Gonsenheim stationiert war. Der Gardemarsch der Füsilier-Garde ist der alte Gardemarsch des bis zum Ersten Weltkrieg in Mainz stationierten Infanterie-Leib-Regiments „Großherzogin“ (3. Großherzoglich Hessisches) Nr. 117.
Ein Jahr nach dem „Spar- und Karnevalsverein Schnorreswackler“, 1893, wurde der Carnevalverein Eiskalte Brüder gegründet. Laut Überlieferung fand die Gründungssitzung im Winter im Hinterzimmer einer Gonsenheimer Gastwirtschaft statt – mit nicht funktionierendem Ofen. Der Vereinsname war somit schnell geboren. Sehr am Herzen liegt den Eiskalten Brüdern der lokale Bezug zu Gonsenheim, der sich besonders in der beliebten Sitzung „Alt Gunsenum“ ausdrückt. Diese Veranstaltung wird seit 1961 durchgeführt und entwickelte sich zu einem der Höhepunkte der Mainzer Sitzungsfastnacht. Die Eiskalten Brüder feiern daher in der Kampagne 2011 den 50. Geburtstag von „Alt-Gunsenum“.
Bereits vor dem Zweiten Weltkrieg bildete das katholische kirchliche Umfeld den Nährboden für vielfältige fastnachtliche Aktivitäten. So entstanden aus der Marianischen Kongregation heraus Fastnachtssitzungen im kleinen gesellschaftlichen Rahmen. Nach Verboten in der NS-Zeit wurde die Tradition in den 1950er Jahren in der Gaststätte Sängerheim und seit den 1970er-Jahren in der großen Turnhalle fortgesetzt. Seit Anfang der 1980er Jahre findet jährlich die traditionelle Pfarreifastnacht als ökumenische Sitzung der 3 Gonsenheimer Pfarreien St. Stephan, St. Petrus Canisius und der evangelischen Gemeinde statt. In diesen Sitzungen wurde die erste intensive Nachwuchsarbeit betrieben, aus der viele Gonsenheimer Fastnachtsgrößen wie GCV Ballett, und vielerlei Aktive des GCV und der Füsiliergarde erwuchsen.

## Sehenswerte Gebäude
Mainz-Gonsenheim besitzt insgesamt elf Denkmalzonen und viele Einzeldenkmäler, darunter die Ortskirche St. Stephan, die Vierzehn-Nothelfer-Kapelle sowie die Maler-Becker-Schule. Zur Gesamtübersicht siehe Liste der Kulturdenkmäler in Mainz-Gonsenheim.

### Rathaus Gonsenheim

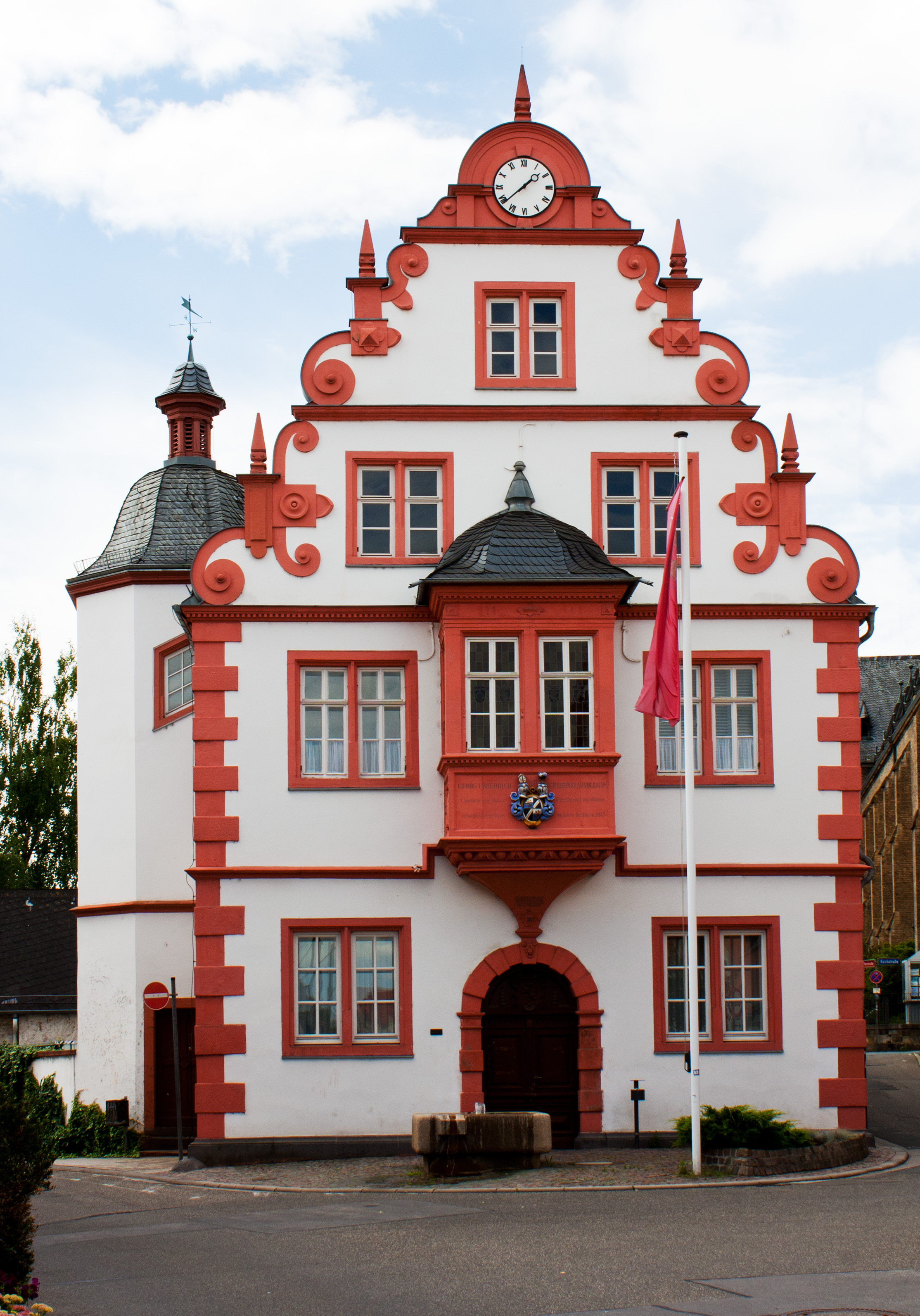
Rathaus Gonsenheim im alten Ortskern

Erbaut 1615 vom Dompropst und späteren Mainzer Kurfürst Georg Friedrich von Greiffenclau zu Vollrads als Gerichts- und Rathaus. Bauelemente wie Rollwerkgiebel, Erker und das steinerne Treppentürmchen weisen auf den Baustil der späteren Renaissancezeit hin. 1779 begann die Errichtung eines Anbaus an das Rathaus, der als Schulbau diente. Zu den angegebenen Öffnungszeiten des Rathauses kann das Innere des Gebäudes besichtigt werden. An jedem zweiten Donnerstag im Monat ermöglicht das Standesamt Hochzeiten im repräsentativen Barocksaal.

### St. Stephan

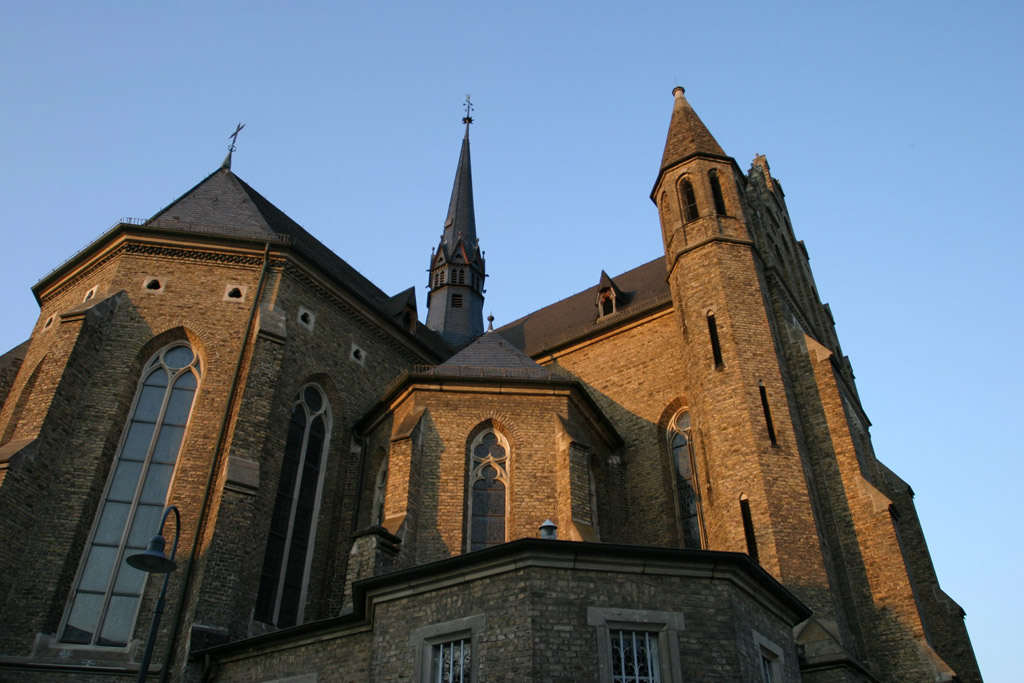
St. Stephan

Die katholische Ortskirche St. Stephan wurde das erste Mal urkundlich 1401 erwähnt. Bei mehreren Neu- und Umbauten, zuletzt 1906 durch Ludwig Becker, erhielt die Kirche im neugotischen Stil ihre heutige imposante Form mit über 62 m Länge des Kirchenschiffes und den beiden fast 60 m hohen Kirchtürmen. Da sie damit die größte Landkirche in Rheinhessen war, wurde St. Stephan bald als „Rheinhessendom“ bezeichnet.

### Evangelische Kirche
Mitten auf einer Verkehrsinsel am Beginn der Breiten Straße gelegen, wurde diese erste evangelische Kirche in Gonsenheim 1903 eingeweiht. Seit 2003 ist sie mit insgesamt acht Fenstern des bekannten Glaskünstlers und Malers Professor Johannes Schreiter ausgestattet.

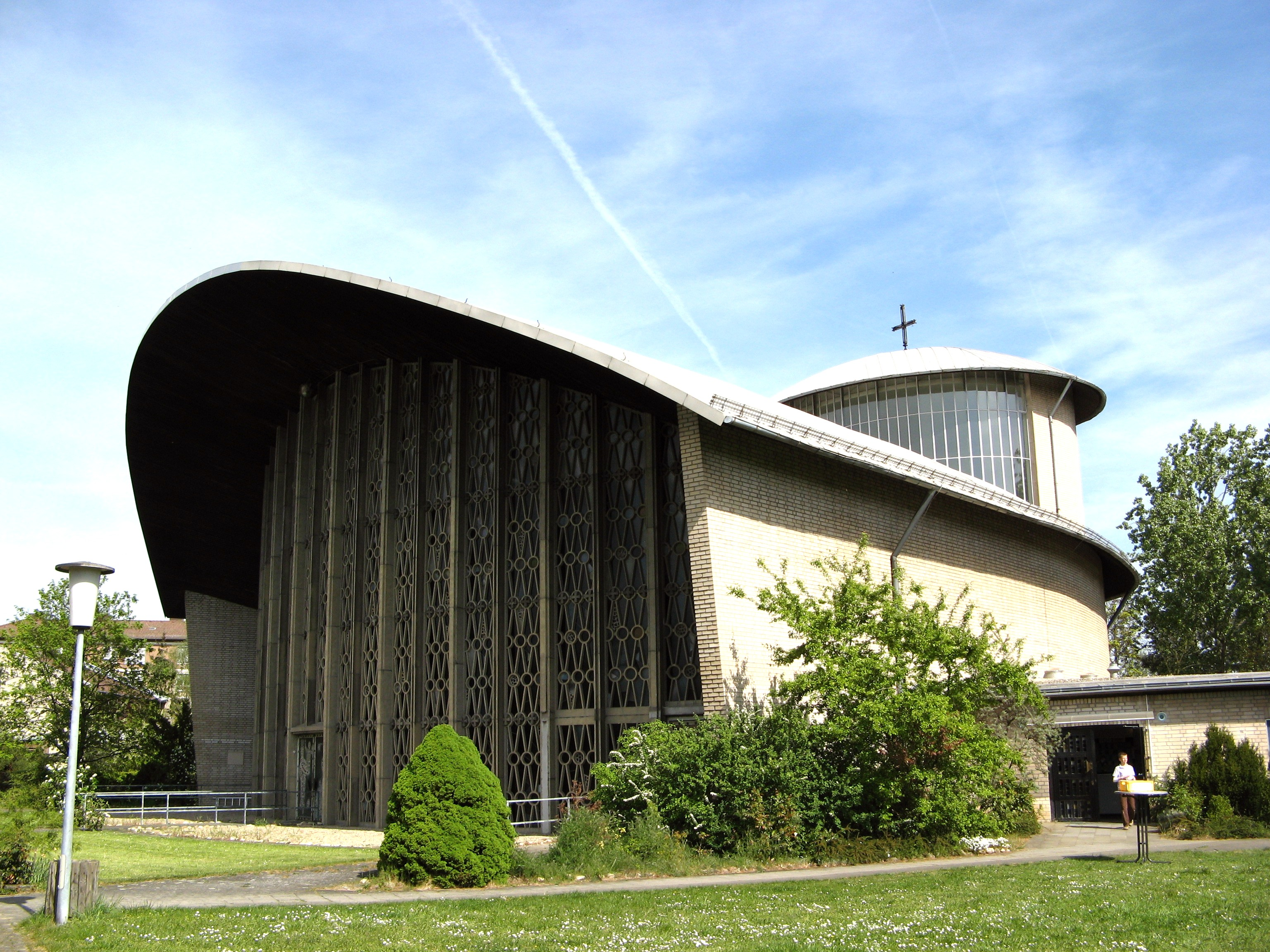
St. Petrus Canisius (Mainz-Gonsenheim)

### Vierzehn-Nothelfer-Kapelle
Die Vierzehn-Nothelfer-Kapelle wurde 1729 aufgrund eines Gelübdes der Gonsenheimer im Gonsenheimer Wald erbaut. Die jetzige Bauform der Kapelle beruht auf der Neuerbauung im Jahr 1895. Die Kapelle liegt am Ende der Kapellenstraße am Rand des Gonsenheimer Waldes. Der Gonsenheimer Wildpark und das im Wald gelegene Wendelinusheim sind jeweils nur einige Minuten zu Fuß entfernt.

### St. Petrus Canisius
Die katholische Pfarrkirche St. Petrus Canisius in Gonsenheim wurde im Jahr 1956 erbaut. Bereits 1925 bildete sich eine eigene Gemeinde von Gonsenheimer Bürgern, die in größerer Entfernung zu St. Stephan wohnten. Diese wurde unmittelbar nach dem Zweiten Weltkrieg zur eigenen Pfarrkuratie und am 1. Februar 1950 zur eigenen Pfarrei erhoben. Am 22. Juli 1956 vollzog Bischof Albert Stohr die Weihung der neuen Pfarrkirche. Der Bau des Architekten Hugo Becker (1897–1967) steht als eines der frühesten Zeugnisse moderner Nachkriegsarchitektur mittlerweile unter Denkmalschutz.

## Denkmäler

### Napoleonstein
Das „Denkmal der unter den Fahnen Napoleons gefallenen Gonsenheimern“ (so die Hauptinschrift) wurde 1839 von dem Gonsenheimer Napoleonverein aufgestellt und nochmals 1926 renoviert. Das Denkmal steht in der Pfarrer-Grimm Anlage direkt an einem der Hauptwege. Es ist eines der drei Veteranendenkmäler dieser Art in Mainz. Die beiden anderen Denkmäler befinden sich auf dem Hauptfriedhof Mainz und in Hechtsheim, welches 1834 aufgestellt wurde. Das Denkmal ist aus roten Sandstein und mit dem „napoleonischen N“ und umgebenden Sternen geschmückt, die mit Gold überzogen sind. Aufgelistet werden die Gefallenen, und die Armeeeinheiten (so unter anderem auch die berühmte „Alte Garde“), zu denen sie unter Napoleon gehört haben.
Offensichtlich wurden die napoleonischen Feldzüge, an denen etwa 40 junge Gonsenheimer teilnehmen mussten, von den zurückgekehrten Veteranen im Nachhinein nostalgisch verklärt und blieben, inklusive des Andenkens an die gefallenen Waffenbrüder, in positiver Erinnerung.

### Kriegerdenkmäler

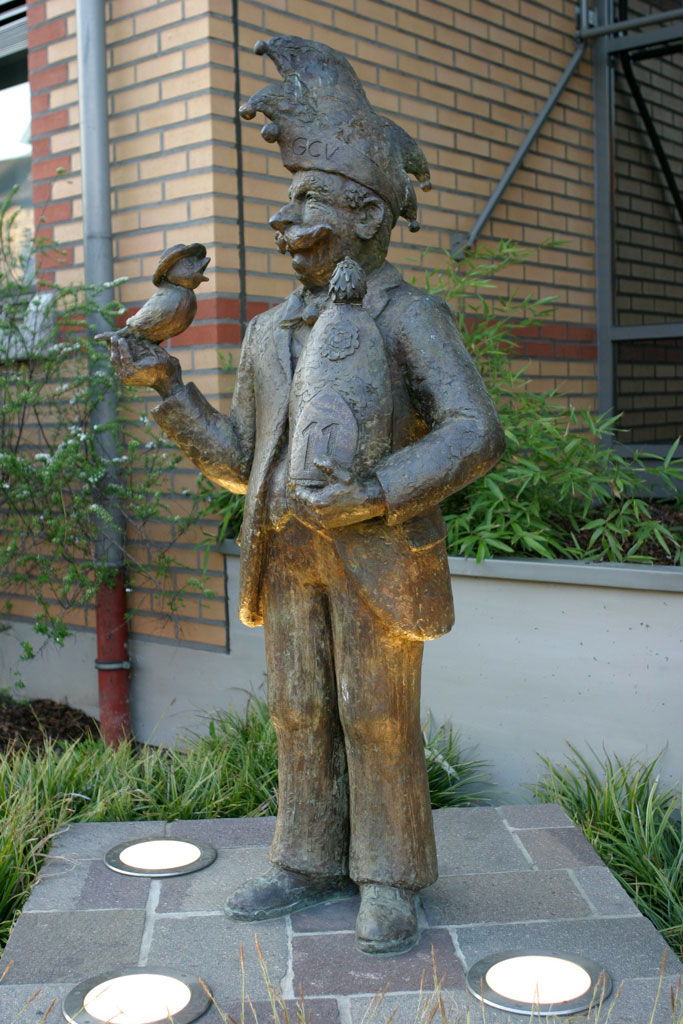
Fassenachts-Denkmal der „Schnorreswackler“

Das Denkmal des Nassauischen Feld-Artillerie-Regiment Nr. 27 Oranien, welches an die Gefallenen des in Gonsenheim stationierten Artillerieregiments erinnert, steht in der Pfarrer-Grimm Anlage. Das Denkmal wurde 1933 zur 100-Jahr-Feier des Regimentes aufgestellt. Das wenige Meter entfernt stehende Denkmal des Ludwigvereins (ein Verein Großherzoglich-Hessischer Beamter aus Gonsenheim) von 1863 erinnert an die Zugehörigkeit der Gonsenheimer zum Großherzogtum Hessen-Darmstadt und wurde später um die Namenslisten der im Ersten Weltkrieg gefallenen Gonsenheimer ergänzt.
Ein weiteres Kriegerdenkmal, das allgemein der Gefallenen der Weltkriege gedenkt, befindet sich einige Meter entfernt an der Breiten Straße, Ecke Juxplatz.

### Der Schnorreswackler
Das Fastnachtsdenkmal wurde vom Gonsenheimer Carneval-Verein 1892 e. V. „Schnorreswackler“ (GCV) 2003 anlässlich seines 111-jährigen Jubiläums errichtet und steht an der Breiten Straße. Die Figur wurde von Herbert Bonewitz entworfen und repräsentiert die so genannte „närrische Achse“, die von 1953 bis 1992 von drei renommierten Gonsenheimer Fassenachtsinstitutionen gebildet wurde. Der „Schnorreswackler“ mit dem imposanten Schnurrbart symbolisiert den Gonsenheimer Carneval-Verein. In der Hand hält er einen Vogel mit Strohhut, der an die „Gonsbach-Lerchen“ erinnert, die ehemalige Gesangsgruppe des GCV, die von 1946 bis 1992 aktiv waren. Der an friderizianische Vorbilder angelehnte Helm mit der närrischen Zahl 11 im anderen Arm steht für die 1953 gegründete Füsilier-Garde Gonsenheim.

## Natur

### Lennebergwald

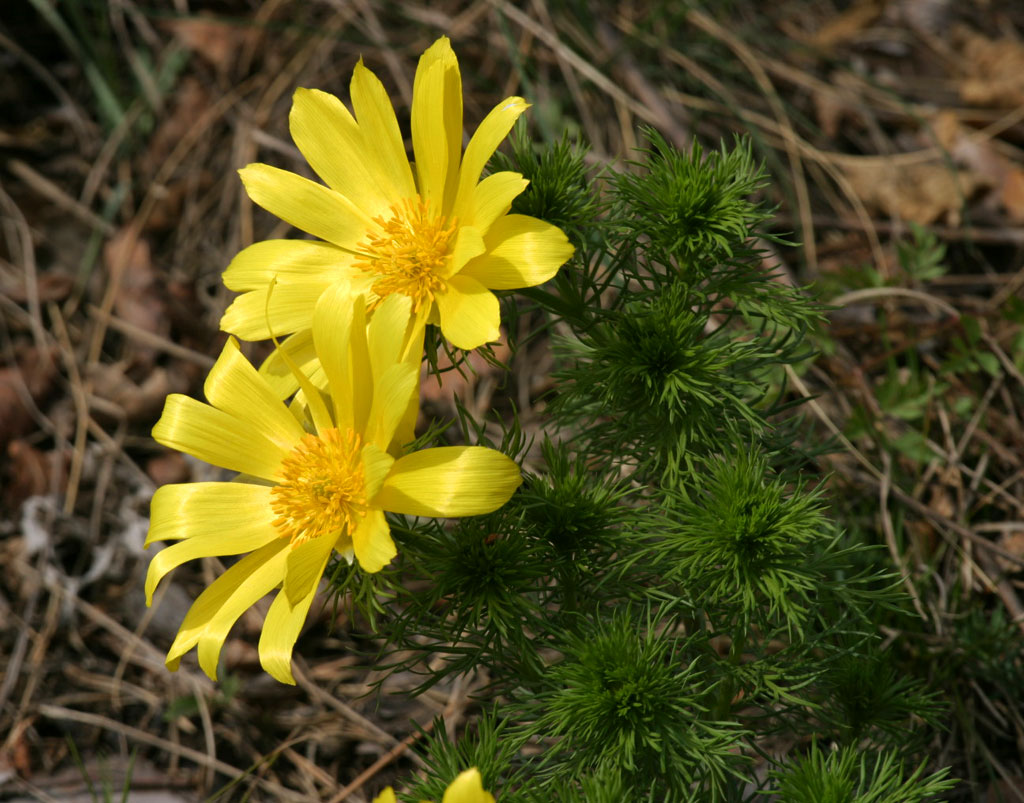
Frühlings-Adonisröschen (Adonis vernalis) im Lennebergwald

Der Lennebergwald wird bei der Mainzer Bevölkerung im Allgemeinen nur als „Gonsenheimer Wald“ bezeichnet. Er gehört zu einem ca. 700 ha großen Waldstück, dem größten in Rheinhessen und schließt sich westlich des Großen Sandes an. Der größte Teil des Waldgebietes gehört allerdings zur Nachbargemeinde Budenheim.
Der Lennebergwald zeichnet sich durch relativ sandigen Boden und damit verbunden einer gewissen Trockenheit sowie hohen Bodentemperaturen aus. Der sandige Boden hält auch nur wenig Nährstoffe bereit. Dies begünstigt vor allem Kiefern und Eichen sowie eine typische Trockenrasenflora, die auch teilweise im Naturschutzgebiet „Großer Sand (auch: Mainzer Sand)“ wiederzufinden ist. In seiner Form ist der Lennebergwald eher untypisch in Deutschland, wo Buchenmischwälder vorherrschen. Aufgrund seiner ökologischen wie botanischen Bedeutung ist der gesamte Lennebergwald vom Land Rheinland-Pfalz unter Naturschutz gestellt worden.
Der Lennebergwald bietet der umgebenden Bevölkerung eine Vielzahl von Möglichkeiten. Es wird geschätzt, dass jedes Jahr rund eine Million Menschen mit insgesamt 90.000 Hunden den Lennebergwald zu Erholung aufsuchen. Es gibt ausgewiesene Wander- und Reitwege und Sportpfade sowie Strecken für Jogger, Nordic Walker und Mountainbiker. Grillhütten werden vom zuständigen Forstamt betreut, das auch über den Wald und seine Flora und Fauna informiert.

### Großer Sand
Das Binnendünengebiet des Großen Sand nimmt aus botanischer und geoökologischer Sicht eine überregionale Bedeutung ein. Nach der letzten Eiszeit und dem Zurückweichen des Eises vor ca. 12.000 Jahren blieb in Deutschland eine weitgehend baumlose Kältesteppe zurück. Mit zunehmender Erwärmung des Klimas kam es zu einer Wiederbewaldung und die Steppengebiete verschwanden in Deutschland vielerorts bis auf wenige Relikte. Eines davon ist der „Große Sand“ in Mainz, wo sich auf einem Gebiet von heute ca. 90 ha die Restflora aus der Steppenperiode erhalten hat. Das Überdauern dieser speziellen Nacheiszeitflora wurde begünstigt durch die besonderen Bedingungen im Mainzer Becken: Sandiger und damit nährstoffarmer Boden, geringe Niederschlagsmengen (ø 560 mm/Jahr) und hohe Sommertemperaturen. Diese Rahmenbedingungen trugen dazu bei, dass es hier zu keiner nennenswerten Wiederbewaldung kam. Auch für Landwirtschaft oder Gartenbau eignete sich das Gebiet nur bedingt.
Der Mainzer „Große Sand“ wurde erstmals unter Napoleon als Gelände für ein fünfstündiges umfangreiches Militärmanöver genutzt. Weitere Kaiserparaden und -manöver folgten vor allem unter Kaiser Wilhelm II., der hier von 1898 bis 1913 jährlich zum Manöverbesuch weilte. Im beginnenden 20. Jh. wurde der Große Sand auch als Flugplatz genutzt. Vor allem Jacob Goedecker, Flugpionier und Flugzeugkonstrukteur, hatte hier seine Fabrik und ein Testgelände. 1909 landete hier Graf Zeppelin mit seinem Luftschiff.
Bereits 1938 wurde das Gelände unter Naturschutz gestellt, 1994 kam das bis dahin von der US-Army intensiv für Militärmanöver genutzte Gebiet „Mainzer Sand II“ hinzu, ebenso der angrenzende Gonsenheimer Wald. Der Große Sand ist für Besucher nur auf einem freigegebenen Rundwanderweg, teilweise auf Holzbohlen über dem Erdboden, zugänglich. Trotzdem ist dieses Gebiet heute mit seiner äußerst seltenen Sandflora stark gefährdet, es wird ein Rückgang vieler Arten verzeichnet. In den vergangenen Jahrzehnten ist das Gebiet des Großen Sandes sukzessive geschrumpft, große Teile wurden zur Wohnbebauung oder für die Anlage von Tennisplätzen freigegeben. Im 2006/2007 neugestalteten Botanischen Garten der Johannes Gutenberg-Universität Mainz wurde die Flora des Naturschutzgebietes Großer Sand auf einer Schaufläche nachgebildet.
Von der vielfältigen Flora des „Großen Sands“ sei an dieser Stelle nur eine kleine Auswahl der seltensten Pflanzen wiedergegeben:
- Sand-Radmelde (Kochia laniflora, Chenopodiaceae) – vom Aussterben bedroht
- Braunrote Stendelwurz (Epipactis atrorubens, Orchidaceae) – stark gefährdet
- Büschel-Gipskraut (Gypsophila fastigiata, Caryophyllaceae) – stark gefährdet
- Kegelfrüchtiges Leimkraut (Silene conica, Caryophyllaceae) – stark gefährdet
- Frühlings-Adonisröschen (Adonis vernalis, Ranunculaceae) – stark gefährdet
- Sand-Lotwurz (Onosma arenaria, Boraginaceae) – vom Aussterben bedroht, kommt in Deutschland nur noch in wenigen Exemplaren hier vor
- Rote Schwarzwurzel (Scorzonera purpurea, Asteraceae) – vom Aussterben bedroht

### Gonsbachtal

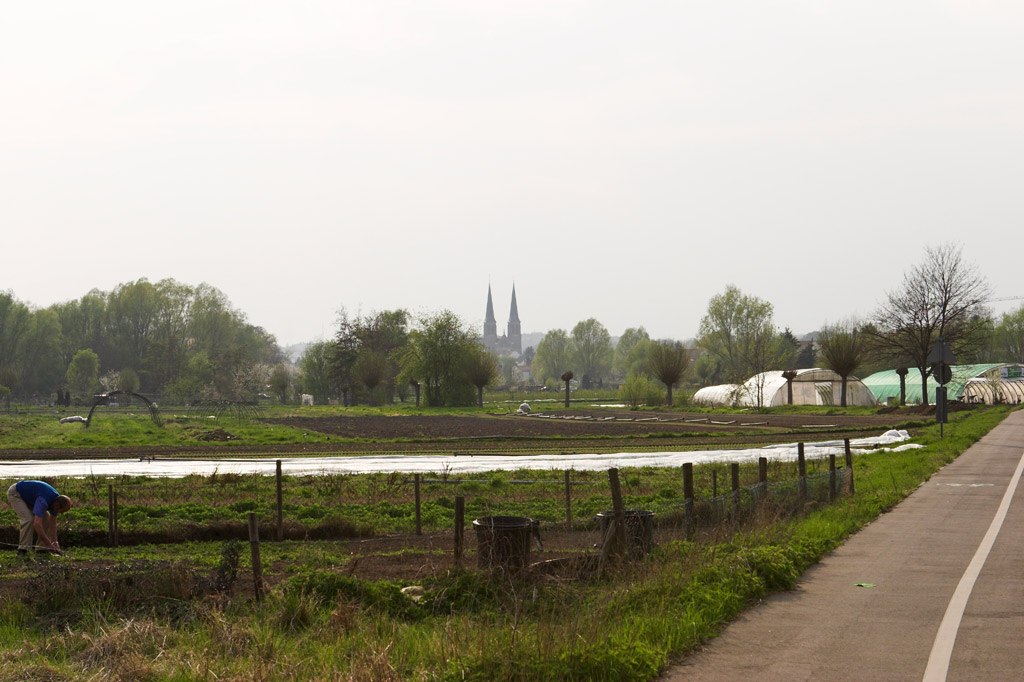
Gonsbachtal mit St. Stephan im Hintergrund

Das Gonsbachtal war bereits vor mehreren tausend Jahren aufgrund seiner guten Bewässerungs- und Anbaumöglichkeiten für menschliche Ansiedlungen attraktiv. Heute wird im Gonsbachtal immer noch Gemüsebau betrieben, dies allerdings in kleinerem Maßstab. Nach einer teilweisen Kanalisierung des Gonsbachs und der Zubetonierung ufernaher Bereiche in den 1970er Jahren wurde von der Stadt Mainz in den 2010er Jahren im Zuge von diesbezüglichen EU-Vorgaben eine Renaturierung der Gonsbach vorgenommen.
Der Gonsbach zieht sich durch den ganzen südlichen Ortsteil. Von Finthen her kommend, schlängelt sich der kleine Bach quer durch die Kleingartenanlagen und Gemüsefelder im vorderen Gonsbachtal, durch den alten Ortskern und unterhalb der Kanonikus-Kir-Realschule entlang Richtung Mombach und Neustadt. Einige der alten Mühlengebäude entlang des Gonsbachs sind immer noch zu sehen wie z. B. die Kriegersmühle oder die Schneidersmühle. An der alten Gemarkungsgrenze zu Finthen liegt die Wildbachbrücke, ehemals Zugang zur Königsmühle, eines der wenigen mittelalterlichen Bauwerke im Bereich.

### Wildpark

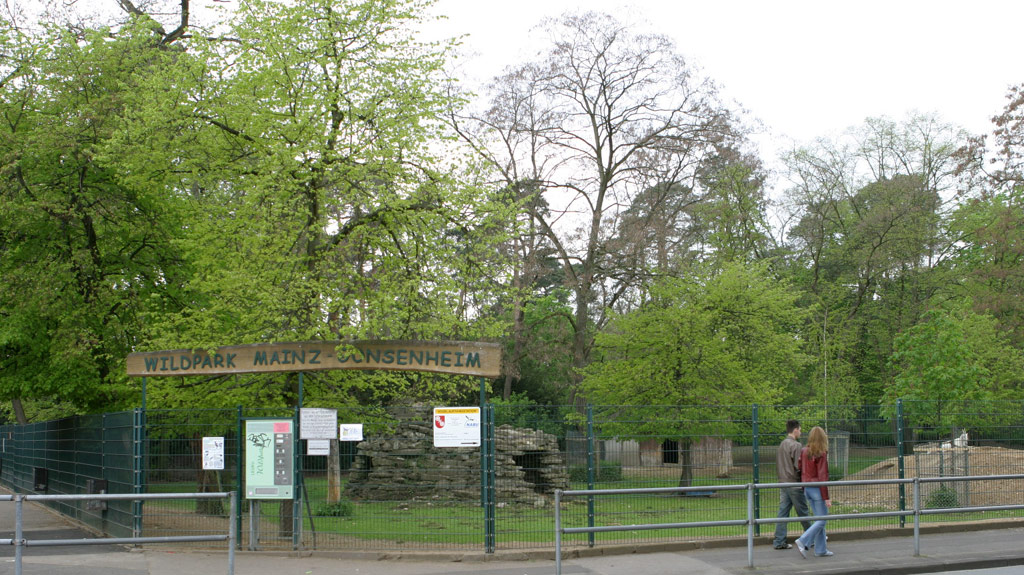
Tierpark beim Lennebergwald

Der Wildpark Mainz-Gonsenheim wurde in den 1950er Jahren von der Mainzer Jägerschaft gegründet. Ursprünglich wurden nur Wildschweine und Hirsche gehalten. Nachdem zwischenzeitlich die Leitung an die Stadt Mainz übergegangen war, kamen in den 1970er Jahren weitere Käfige und Volieren für kleinere Raubtiere (Fuchs, Wildkatzen) und Vögel (Fasane, Tauben) hinzu. Der Wildpark wurde schnell zu einem Attraktionszentrum in Gonsenheim. Weitere Tiergehege und Anlagen wie beispielsweise das Haustiergehege, die Wasservogelanlage und zuletzt eine neue Kleintieranlage kamen hinzu.
Der Wildpark sollte gegen Ende des 20. Jahrhunderts eigentlich erweitert und unter modernen ökologischen und tierhalterischen Aspekten neu geplant werden. Aufgrund der Haushaltslage der Stadt Mainz wurden diese Pläne jedoch aufgegeben und wurde sogar kurzzeitig eine Schließung des Wildparks erwogen. Zur Erhaltung des Gonsenheimer Wildparks, der pro Jahr bei freiem Eintritt um die 200.000 Menschen anzieht, hat sich im Herbst 2002 der Förderverein Wildpark Mainz-Gonsenheim e. V. gegründet. Dieser unterstützt finanziell Ausbau- und Reparaturarbeiten im Park und engagiert sich in der Lobbyarbeit.
Mittlerweile umfasst der Wildpark eine Fläche von 30.000 Quadratmetern, auf der 18 verschiedene Arten und insgesamt um die 150 Tiere zu sehen sind. Neben den von Anfang an vorhandenen Wildarten beherbergt der Tierpark mittlerweile auch Vertreter, die auf der Roten Liste gefährdeter Haustierrassen stehen. Zu sehen sind die vom Aussterben bedrohten Thüringer Waldziege, Wollschweine und Lakenfelder Hühner. Zudem befindet sich hier eine Auffangstation für verletzte heimische Greifvögel. Der Wildpark wird von sieben Mitarbeitern des städtischen Grün- und Umweltamts betreut und hat ein Jahresbudget von 50.000 bis 70.000 Euro.

## Bekannte Gonsenheimer

### Carl Zuckmayer
Geboren wurde Zuckmayer am 27. Dezember 1896 in Nackenheim nahe Mainz. Nachdem die Familie im Jahr 1900 nach Mainz zog, war der junge Carl Zuckmayer häufiger in Gonsenheim als Erntehelfer zugange und wohnte dort bei Familie Becker im „Gonsenheimer Hof“ (Becker XXXIX). Bei Kriegsausbruch wollte Carl Zuckmayer als Freiwilliger unbedingt zur Kavallerie. Bei den in Mainz stationierten Dragonern wäre er allerdings nur mit eigenem Pferd genommen worden. So trat Zuckmayer notgedrungen bei dem mit Pferden bespannten Nassauischen Feld-Artillerie-Regiment Nr. 27 Oranien in Gonsenheim ein und begann damit den Ersten Weltkrieg als Gonsenheimer Rekrut. Über seine Zeit in Gonsenheim schrieb Carl Zuckmayer auch in seiner Autobiografie „Als wär’s ein Stück von mir“.

### Ferdinand Becker

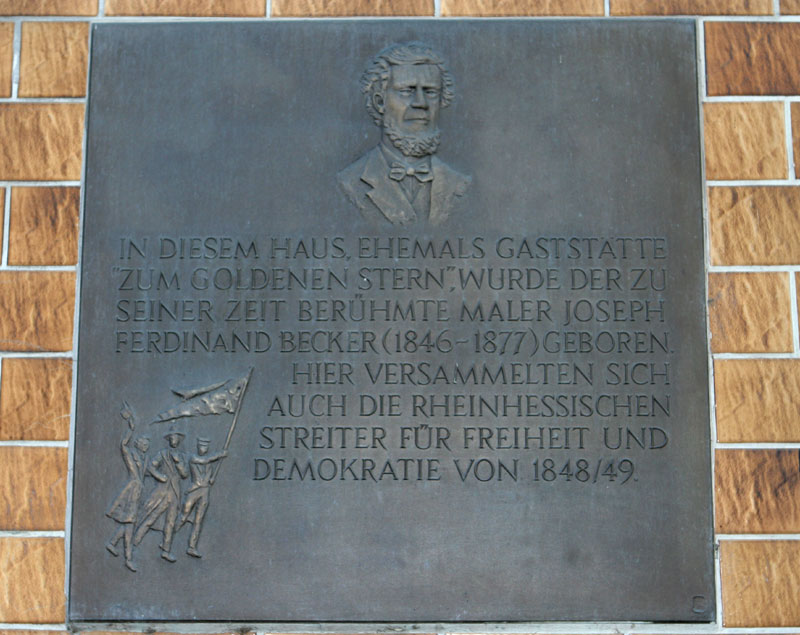
Gedenktafel für den Maler Joseph Ferdinand Becker am früheren Gasthaus „Zum Goldenen Stern“ in Gonsenheim

Joseph Ferdinand Becker wurde 1846 in Gonsenheim geboren. Er starb bereits 1877 in München. Seine Eltern besaßen die Gastwirtschaft „Zum Goldenen Stern“ in direkter Nachbarschaft zum Rathaus. Ferdinand Becker, in Gonsenheim besser bekannt als der „Maler Becker“, erlangte seinerzeit in Kunstkreisen einen gewissen Ruf als Kirchen- und Genremaler. Verwandte von Ferdinand Becker leben noch heute in Gonsenheim. Die „Maler Becker-Grundschule“ und die „Maler Becker-Straße“ in Gonsenheim sind nach ihm benannt. Seine Grabstätte befindet sich auf dem Gonsenheimer Waldfriedhof.

### Jacob Goedecker
Jacob Goedecker stammte aus einer angesehenen Mainzer Familie und kam 1882 in Warschau zur Welt. Im Rahmen eines Maschinen- und Schiffsbaustudiums, unter anderem in Aachen, lernte er dort Professor Hugo Junkers kennen. Goedecker beschäftigte sich nach dieser Begegnung intensiv mit Flugzeugkonstruktion und -bau. 1909 gründete er die „J. Goedecker Flugmaschinenwerke“, die zuerst ihren Sitz in Walluf im nahen Rheingau, später am „Großen Sand“ in Gonsenheim hatte. Schon kurz danach erzielte Goedecker mit seinen Eigenkonstruktionen, u. a. der berühmten „Taube“, große Erfolge. In seiner 1911 gegründeten Flugschule lernten viele später berühmte Flieger ihr Handwerk, unter anderem auch Anthony Fokker, der später Chefpilot bei den Goedeckerschen Flugwerken wurde. In Gonsenheim wurden Eindecker, Doppeldecker und auch Wasserflugzeuge gebaut. Ein Flugzeug von Goedecker war 1912 das erste militärisch in Deutschland genutzte Flugzeug überhaupt. Seine Flugmaschinenwerke beschäftigten zu diesem Zeitpunkt bereits 120 Menschen.
Im Ersten Weltkrieg kamen viele Doppeldecker der neuen deutschen Fliegerstreitkräfte aus Goedeckers Fabrik. Nach dem Ersten Weltkrieg stagnierte Goedeckers Fabrik, da die französische Besatzungsmacht seine Arbeit stark einschränkte. 1957 starb Jacob Goedecker. Ein Gedenkstein auf dem Willy-Brandt-Platz in Gonsenheim erinnert an den Flugpionier und seine Arbeit am Großen Sand, der sich damals bis in dieses Gebiet erstreckte.

### Gertrude Degenhardt
Gertrude Degenhardt (geboren 1940 in New York) ist eine deutsche Lithografin und Zeichnerin und lebt und arbeitet in Mainz-Gonsenheim. Gertrude Degenhardt wuchs in Berlin auf. Seit 1956 lebt sie in Mainz, wo sie ab 1966 als freischaffende Malerin und Graphikerin arbeitet. Ihre Zeichnungen und Radierungen tragen ihre individuelle, unverwechselbare künstlerische Handschrift. Wer ihren ureigenen Stil kennt und lesen kann, wird leicht in ihren Figuren den ein oder anderen Zeitgenossen wiedererkennen. Ihr 2002 verstorbener Mann Martin Degenhardt ist wohl das meist wiederzufindende Motiv. Mit Nadel und Kupferplatte, aber auch mit dem Zeichenstift, stellt sie ihre Mitmenschen verfremdet und skurril und trotzdem gut erkennbar dar.

### Werner Best
Werner Best, 1903 in Darmstadt geboren, zog kurz nach Beginn des Ersten Weltkriegs mit seiner Mutter und seinem Bruder Walter nach Gonsenheim. Er besuchte bis zu seinem Abitur 1921 das neue humanistische Gymnasium in Mainz. Best machte später Karriere als SS-Obergruppenführer und Politiker der NSDAP und war unter anderem Stellvertreter von Reinhard Heydrich und deutscher Statthalter im besetzten Dänemark (1942–1945). Nachdem er zunächst mehrere Jahre in dänischer Haft war, setzte sich der Jurist in der Bundesrepublik für die Rehabilitierung von NS-Tätern ein. Im Sommer 1989 sollte der inzwischen 85-jährige Best in einem Hauptverfahren angeklagt werden, war jedoch wenige Wochen vor Beginn des Verfahrens gestorben.

### Heinrich Acker
Heinrich Acker wurde 1896 in Gonsenheim geboren. Er war Beamter, Politiker und stellvertretender Oberbürgermeister von Berlin (gewählt 20. Oktober 1946, amtierend bis 1948). Acker starb 1954 in Berlin.

### Philipp Wasserburg
Philipp Wasserburg (Schriftstellerpseudonym Philipp Laicus) (* 11. Oktober 1827 in Gonsenheim; † 13. April 1897 daselbst) war als Politiker des Zentrums, Mainzer Stadtverordneter und Hessischer Landtagsabgeordneter, überdies ein bedeutender katholischer Schriftsteller und Publizist.

### Nina Bellosa
Nina Bellosa geborene Nina Ley, verheiratete Nina Moltke (* 1825 in Gonsenheim; † 4. April 1899 in Gotha) war eine deutsche Theaterschauspielerin.

### Paul Günther Klein
Paul Klein wurde am 23. Oktober 1919 in Schäßburg, Rumänien, geboren und starb am 20. März 1998 in Mainz. Er war Mikrobiologe und Immunologe, ab 1961 ordentlicher Professor für Medizinische Mikrobiologie an der Universität Mainz und lebte in Gonsenheim.

### Herbert Bonewitz
Herbert Bonewitz wurde am 9. November 1933 in Mainz geboren. Er trat ab 1955 regelmäßig in der Mainzer Fastnacht auf und war vor allem bei den Gonsbachlerchen aktiv. Nach seinem Tod am 29. April 2019 wurde er auf dem Gonsenheimer Friedhof beigesetzt.

### Hans-Peter Betz
Hans-Peter Betz (* 13. April 1952) kam 1983 zum Gonsenheimer Carneval-Verein und war bei elf Sitzungen der Fernsehsendung Mainz bleibt Mainz, wie es singt und lacht deren Präsident. Von 2003 bis 2017 trat er dort in seiner Paraderolle als „Guddi Gutenberg“ auf.

### Elena Fischer
Elena Fischer (* 1987) ist eine deutsche Buchautorin. Ihr Debütroman Paradise Garden brachte sie 2021 ins Finale des Wettbewerbs Open Mike und war 2023 für den Deutschen Buchpreis (Longlist) nominiert. Fischer lebt und arbeitet in Gonsenheim.

### Dokumente
- Bild von Gonsenheim aus J.F. Dielmann, A. Fay, J. Becker (Zeichner): F.C. Vogels Panorama des Rheins, Bilder des rechten und linken Rheinufers, Lithographische Anstalt F.C. Vogel, Frankfurt 1833